# ウィスコンシン州
座標: 北緯44度30分 西経89度30分 / 北緯44.5度 西経89.5度

ウィスコンシン州
State of Wisconsin

州の愛称: アメリカアナグマ州（The Badger State）
酪農の国（Dairy Country）州のモットー: 進む
Forward

ウィスコンシン州（ウィスコンシンしゅう、英: State of Wisconsin [wɪsˈkɒnsɨn] ( 音声ファイル)）は、アメリカ合衆国の中西部の北部に位置する州。五大湖地域にも含まれる。合衆国50州の中で陸地面積では第23位、人口では第20位である。前身のウィスコンシン準州から1848年5月29日に合衆国30番目の州に昇格した。北東側はミシガン州(アッパー半島)に、北側はスペリオル湖に、西側はミネソタ州とアイオワ州に、南側はイリノイ州に接している。東側はミシガン湖に接し、対岸のミシガン州(ロウアー半島)に面する。州都はマディソン市、人口最大の都市はミルウォーキー市である。
愛称は「Dairy Country（酪農の国）」または「The Badger State（あなぐま州）」。アメリカアナグマ（バジャー）は州のシンボルでもあり、19世紀前半、ウィスコンシン州が国内の鉛の半分以上を産出した鉛ラッシュ時代に、鉛鉱山で働く鉱夫とその家族が地上に住居が完成するまで坑道に住んだことから「アナグマ」と呼ばれたことが元になっている。
| 家庭で話される言語（ウィスコンシン州） 2010 | 家庭で話される言語（ウィスコンシン州） 2010 | 家庭で話される言語（ウィスコンシン州） 2010 | 家庭で話される言語（ウィスコンシン州） 2010 | 家庭で話される言語（ウィスコンシン州） 2010 |
| ------------------------------------------- | ------------------------------------------- | ------------------------------------------- | ------------------------------------------- | ------------------------------------------- |
|                                             |                                             |                                             |                                             |                                             |
| 英語                                        | 英語                                        |                                             | 91.71%                                      | 91.71%                                      |
| スペイン語                                  | スペイン語                                  |                                             | 4.35%                                       | 4.35%                                       |

| 人種構成（ウィスコンシン州） 2010 | 人種構成（ウィスコンシン州） 2010 | 人種構成（ウィスコンシン州） 2010 | 人種構成（ウィスコンシン州） 2010 | 人種構成（ウィスコンシン州） 2010 |
| --------------------------------- | --------------------------------- | --------------------------------- | --------------------------------- | --------------------------------- |
|                                   |                                   |                                   |                                   |                                   |
| 白人                              | 白人                              |                                   | 83.3%                             | 83.3%                             |
| 黒人                              | 黒人                              |                                   | 6.3%                              | 6.3%                              |
| ヒスパニック                      | ヒスパニック                      |                                   | 5.9%                              | 5.9%                              |
| アジア系                          | アジア系                          |                                   | 2.3%                              | 2.3%                              |
| インディアン                      | インディアン                      |                                   | 1.0%                              | 1.0%                              |
| 混血                              | 混血                              |                                   | 1.8%                              | 1.8%                              |

## 州名の由来
州の名前はウィスコンシン川に由来し、「ウィスコンシン」は、インディアン部族オジブワ族の言葉で「赤い石の地」を意味する「Miskwasiniing」がフランス語風になまった言葉が元になっているとされる。
1673年、フランス人探検家ジャック・マルケットがヨーロッパ人としては初めてウィスコンシン川に達し、その日誌に川の名前を Meskousing と記録した。後のフランス人探検家がその綴りを Ouisconsin と改変し、その後の年月を経てこれが川と周辺地域のフランス語による名前となった。19世紀初期にイギリス系の移民が多くこの地域に入ってくるようになると、その名前を英語風の綴りに変え、Wisconsin となった。1845年にウィスコンシン準州が設立されたときに、その議会によってこの綴りが公式のものとされた。
「ウィスコンシン」に対応するインディアンの言語も、元々の意味も曖昧になってきている。諸説ある中で最も支持されている説は、川とその岸にある赤い砂岩を指すというものである。マイアミイリノイ族の言葉に Meskousing があり、「赤く横たわる」という意味である。これはウィスコンシン・デルの赤みを帯びた砂岩の横をウィスコンシン川が流れる様子を表現している。その他の説ではオジブウェー語で「赤い石の場所」、「水が集まる所」、あるいは「大きな岩」を意味するとしている。

## 歴史
主要記事：ウィスコンシン州の歴史

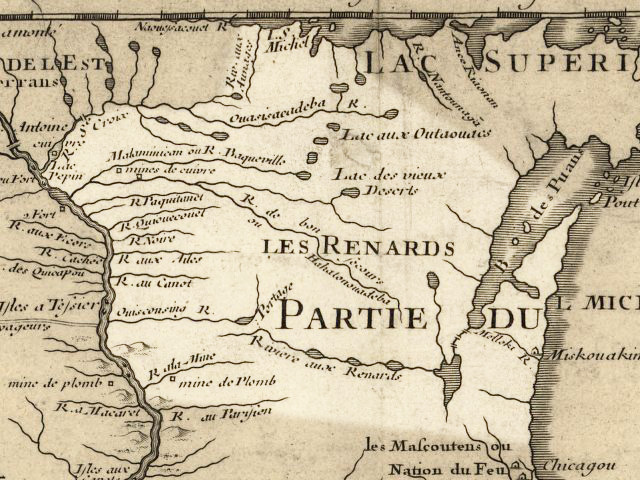
1718年のウィスコンシン、ギローム・ド・ライルによる地図、ハイライトになっているのが現在の州域

ウィスコンシン州となった地域では、過去12,000年の間に様々な文化が生まれてきた。最初の人類はウィスコンシン氷河のあった紀元前10,000年ごろに入ってきていた。彼等はパレオ・インディアンと呼ばれ、現在は絶滅している氷河期の動物を狩っていた。このことは、州の南西部で槍先と共に出土した前史時代のマストドンであるボアズ・マストドンの骨格で裏付けられている。紀元前8,000年ころに氷河期が終わると、人々は狩猟、漁猟、野生の植物の採集で生活するようになった。紀元前1,000年から紀元後1,000年に掛けてのウッドランド期、次第に農業社会が現れるようになった。その期の終わりごろに、地域に数多い動物の形をしたマウンドを築いた「エフィジー・マウンド文化」の中心となった。西暦1000年から1500年、ミシシッピ文化とオネオタ文化で、ウィスコンシン南東部のアズタランにあった防御を施した集落など、かなりの定着地ができていた。オネオタ族は現代のアイオワ族やホーチャンク族の祖先と考えられ、ヨーロッパ人が接触したときにはメノミニー族とともに地域を分け合っていた。その他にこの地域に住んだ部族として、オジブワ族、ソーク族、フォックス族、キカプー族、ポタワトミ族などがあり、1500から1700年の間に東部から移り住んできていた。

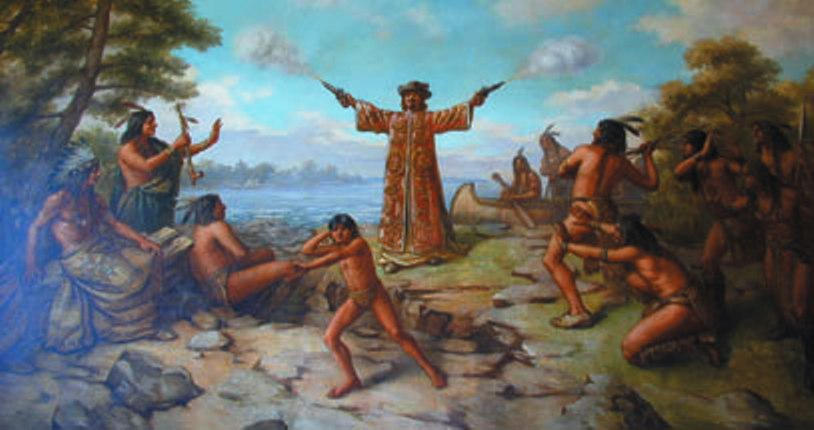
ジャン・ニコレ、1910年フランク・ロールベック画、この壁画はグリーンベイ市のブラウン郡庁舎に納められている

1634年、フランス人のジャン・ニコレ(Jean Nicolet)が、現在のウィスコンシンを訪れた最初の白人探検家とされている。五大湖を通り、ヒューロン湖のジョージア湾から西にカヌーで進み、グリーン湾のレッドバンクス近くで上陸したというのが通説である。ピエール・ラディソンとメダール・デ・グロセイユールが1654年から1666年にはグリーン湾を、1659年から1660年にはシワーミガン湾を訪れ、土地のインディアンと毛皮交易を行った。1673年、フランス人探検家ジャック・マルケットとルイ・ジョリエが、フォックス・ウィスコンシン水路を経てミシシッピ川のプレーリードゥシーン近くに達し、その日誌を残したことでは最初の者になった。17世紀から18世紀、ニコラス・ペローのようなフランス人が地域全体で毛皮交易を続けたが、フランスは恒久的な開拓地を設けなかった。
フレンチ・インディアン戦争の後、フランスは同地をイギリスに譲渡した(1763年)。それでもフランス人交易業者は地域で事業を続け、シャルル・ド・ラングレイドのように、イギリスに支配されたカナダに戻るよりもウィスコンシンに恒久的に留まる道を選んだ者もいた。
その後、独立戦争などを経て、ウィスコンシンを含む地域はアメリカ合衆国の領土に編入された。しかしその後もイギリスがこの地域を実効支配していたが、米英戦争を経てアメリカ合衆国が支配するようになった。地域経済は交易から鉛鉱業に移っていった。ミネラルポイントやドッジビルおよびその周辺にある鉛鉱床でたやすく富を得られる見込みに惹き付けられたアメリカ人やヨーロッパ人が数多くこの地域に入ってきた。坑夫の中には穴を掘って住居にした者もおり、「アナグマ」という渾名も頂戴した。これがウィスコンシン州の渾名「あなぐま州」の由来になった。白人坑夫が大挙流入してきたことで、土地のインディアンとの間に緊張関係が生じた。1827年のウィネベーゴ戦争、1832年のブラック・ホーク戦争の結果、州の大半の地域からインディアンは退去させられた。ウィスコンシンは1836年にウィスコンシン準州、1848年には30番目の州として昇格した。

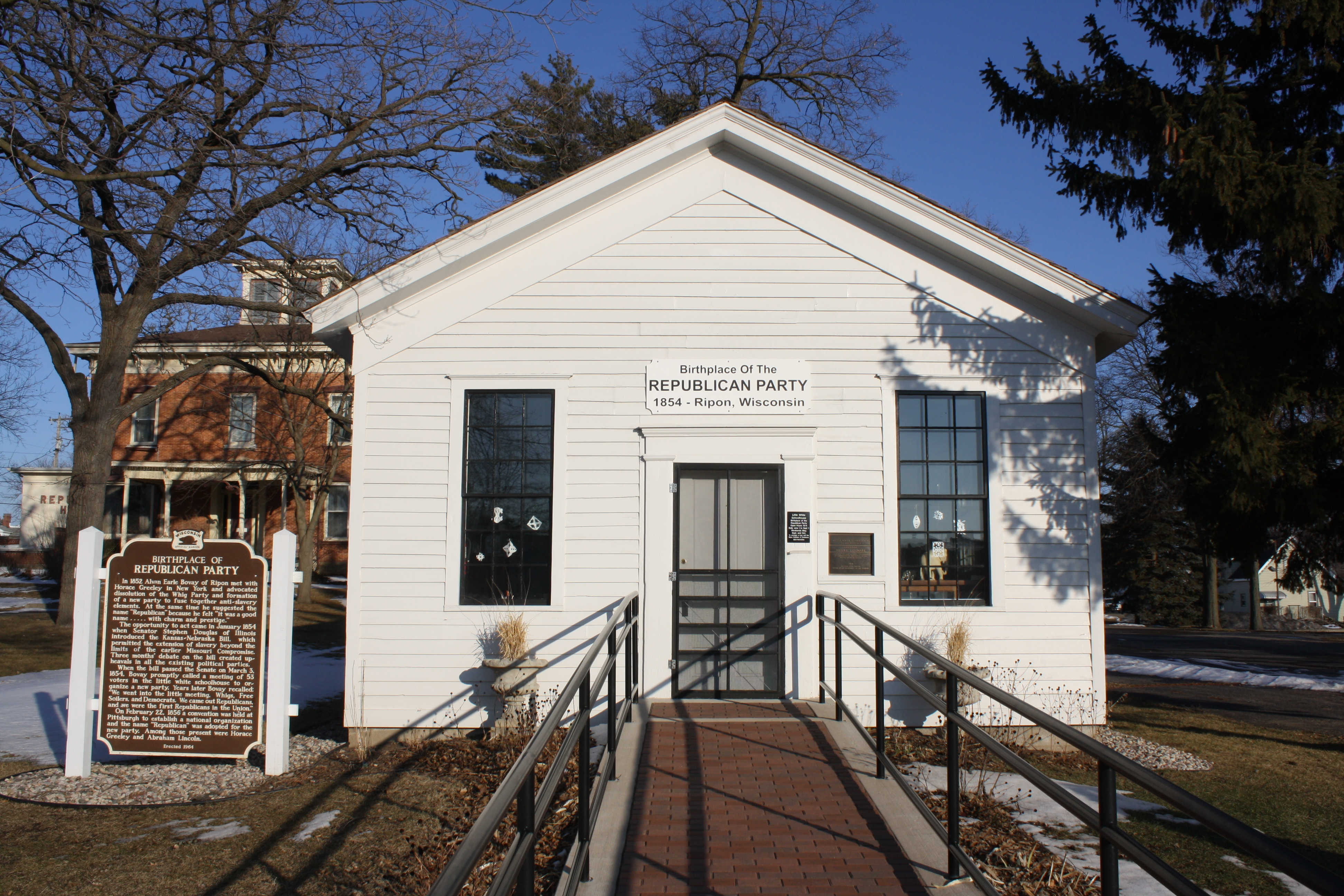
リポン市にあるリトルホワイトスクールハウス、共和党の最初の集会が開催された

ウィスコンシン州初期の政治は、奴隷制度に関する全国的な議論に巻き込まれた。ウィスコンシン州は創設時から自由州であり、北部の奴隷制度廃止論の中心になった。1854年、ジョシュア・グローバーというミズーリ州から逃亡してきた奴隷がラシーン市で捕まったときに、議論は白熱したものになった。グローバーは1850年の逃亡奴隷法の下に収監されたが、奴隷制度廃止論者の暴徒が監獄に押し寄せ、グローバーの身柄を確保して、カナダへの逃亡を助けた。この事件に続く裁判でウィスコンシン州最高裁判所は、逃亡奴隷法が違憲であると宣言した。リポン市で奴隷制度拡大に反対する行動家によって1854年3月20日に結成された共和党は、これらの出来事の後で州の政治を支配するようになった。南北戦争のとき、ウィスコンシン州から約91,000名の兵士が北軍で戦った。

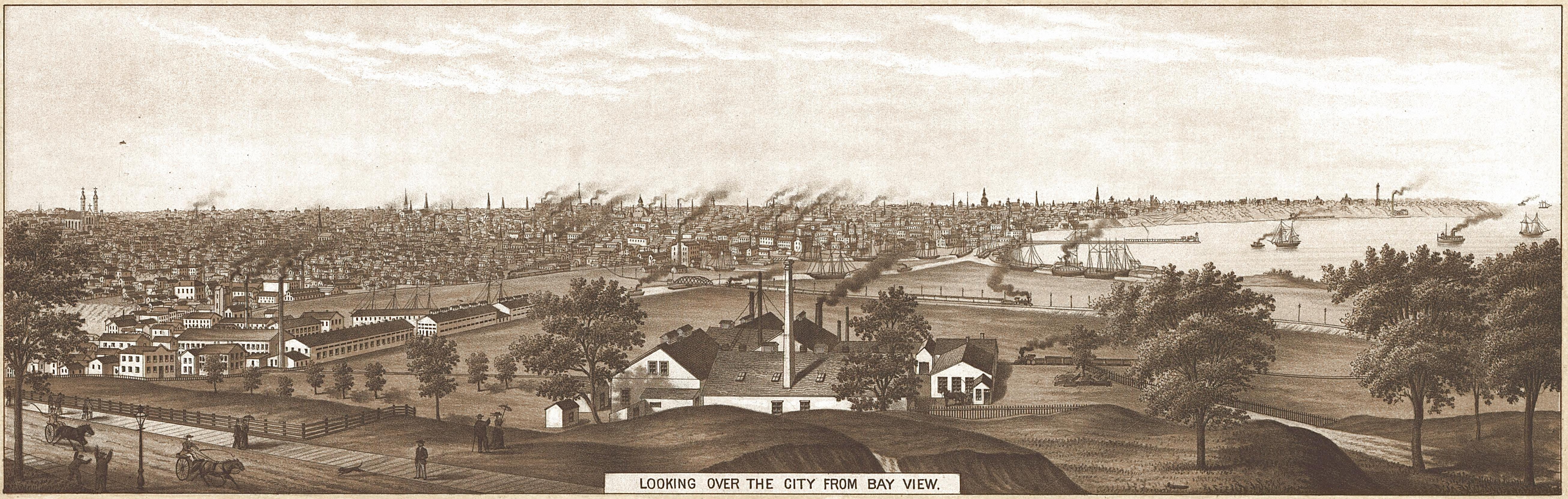
工業化の進んだミルウォーキー市、1882年

ウィスコンシン州経済は州昇格の初期に多様化を進めた。鉛鉱業が衰退し、州南部では農業が主要産業になった。州内に鉄道が建設されて農作物を市場に運ぶようになり、ラシーン市では農業用機械を製作するためにJ・I・ケース&カンパニーのような製造業が生まれた。1860年代の短期間ではあるが、小麦の生産高では国内最大級になった。一方で州北部の森が深い地域では製材業が繁栄し、ラクロス、オークレア、ウォーソーなどの都市には製材所ができた。これらの経済活動によって環境問題も起こっていた。19世紀末までに大々的な農業で土壌を疲弊させ、製材業は州内の森を切り尽くしていた。小麦農業と製材業は急速に衰退していった。

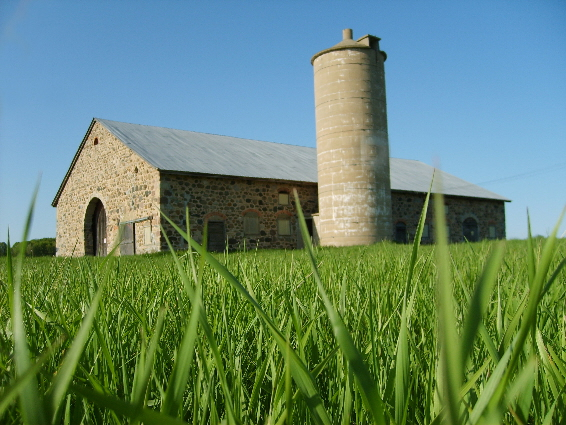
チェイス市のダニエル・E・クラウス石造納屋、1903年建設、酪農業が州内に広まった

1890年代から農夫はその土地をより持続可能で利益を生むものにするために、小麦から酪農製品に移っていった。多くの移民がチーズの製法をもたらしており、地域の地形が適していたことと、ウィスコンシン大学のスティーブン・バブコックによる酪農に関する研究もあって、「アメリカの酪農地帯」と呼ばれるまでに成長した。一方で、アルド・レオポルドなど環境保護運動家が20世紀初期に森林の再生に貢献し、製材業の再建と製紙業創設への道を開き、さらには北部森林地での観光開発に寄与した。20世紀初期には製造業も急成長した。これにはヨーロッパからの多くの移民が労働力となった。ミルウォーキーのような工業都市では醸造業や食品加工業から重機械や工具の製造業まで幅広いものとなり、1910年には総生産高で全米8位にまでなった。

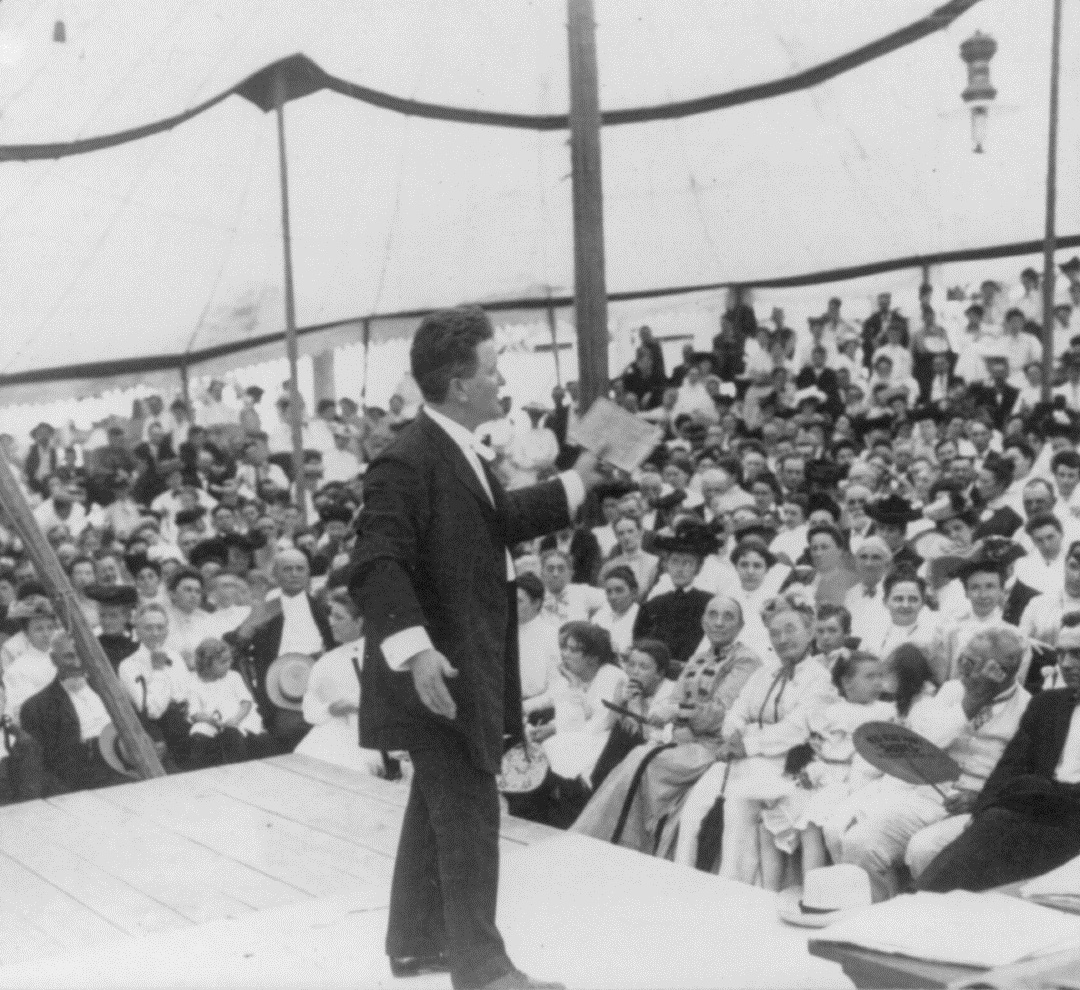
ロバート・M・ラフォレットウィスコンシン州知事、1905年にイリノイ州ディケーターで演説中

20世紀初期はロバート・M・ラフォレットを筆頭とする進歩主義が台頭した時代でもあった。ウィスコンシン州の進歩派共和党は州全体に渡る最初の包括的予備選挙を導入し,、最初の実質的労働災害補償法を制定し、州税として最初の所得税を定め、所得に応じた課税体系にした。ウィスコンシン・アイディアと呼ばれた進歩主義的考え方で、当時のウィスコンシン大学拡張計画によって州全体にウィスコンシン大学網を広げた。後の1932年、ウィスコンシン大学の経済学教授ジョン・R・コモンズとハロルド・グローブズは、国内初の失業補償法を生み出した。
ウィスコンシン州は20世紀半ばに政治的な極論に関わることが数度あった。1950年代にはジョセフ・マッカーシー上院議員の反共産主義運動に加わり、ウィスコンシン大学マディソン校での反戦運動は、1970年8月のスターリングホール爆破事件で頂点に達した。近年の政治は比較的穏やかだが、新しい概念を推進することは続けており、中でも1990年代にトミー・トンプソン州知事（共和党）が進めた福祉改革では指導的存在になった。20世紀末にかけて州経済もさらに変革を進め、重工業と製造業が衰退し、医療、教育、アグリビジネスおよび観光に基づくサービス産業経済が興ってきた。
アメリカ海軍の戦艦は、過去に2隻がUSSウィスコンシンと名付けられた（BB-9とBB-64）。2012年8月、シク教寺院で乱射事件が起こった。

## 地理
参照：ウィスコンシン州の郡一覧

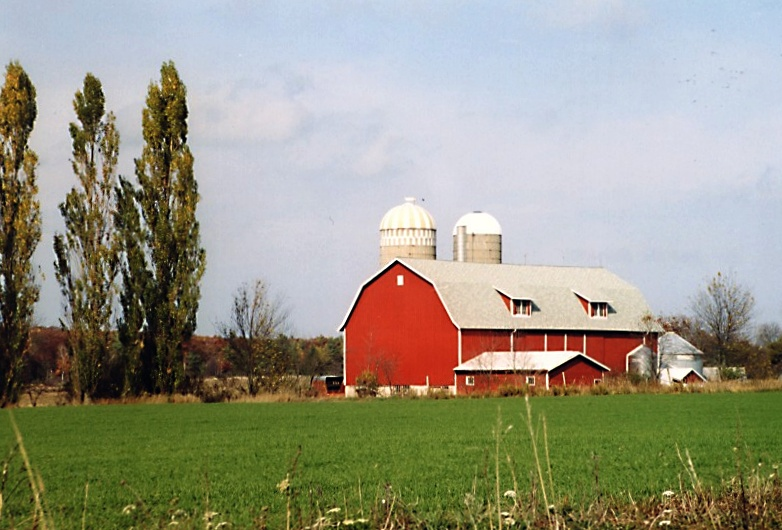
ウィスコンシンの一風景

ウィスコンシン州は地理的に5つの地域に分けられる

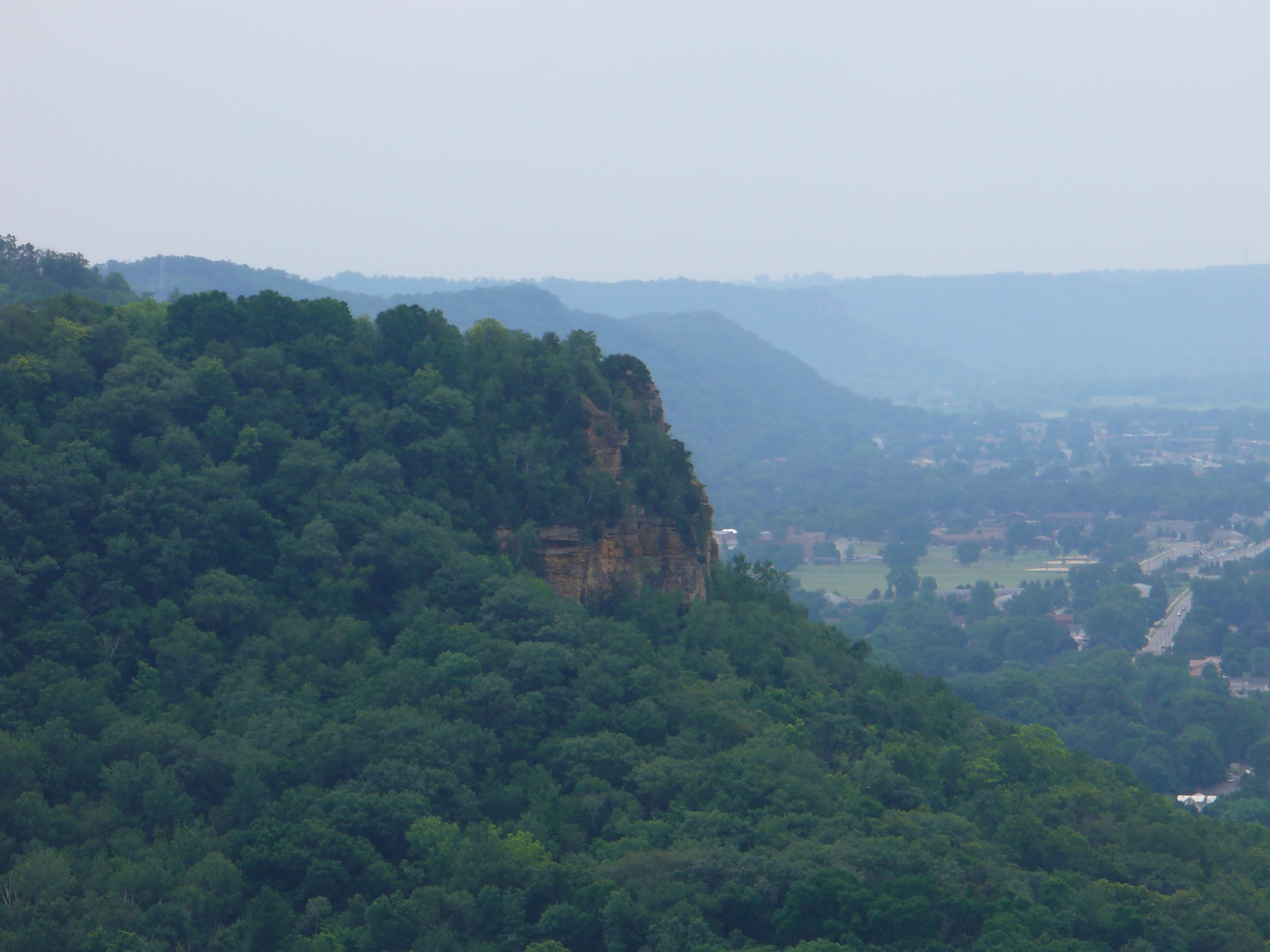
州南西部のドリフトレス地域、氷河が溶けた水で削り取られた断崖が特徴である

ウィスコンシン州の北はスペリオル湖とミシガン州に、東側はミシガン湖越しにミシガン州に、西側はミネソタ州とアイオワ州に、南側はイリノイ州に接している。ミシガン州との州境紛争は1934年と1935年の「ウィスコンシン州対ミシガン州事件」裁判で決着した。西部州境はミシシッピ川およびセントクロア川、北西部州境はモントリオール川、北東部州境はメノミニー川となっている。カナダとの陸の州境が無い州として、最も北にあるものとなっている。
ウィスコンシン州は五大湖とミシシッピ川の間にあり、多様な地形となっている。地理的に5つの地域に分けられる。北部ではスペリオル湖低地が湖岸の帯状の地帯となっている。その南のノーザンハイランド（北部高地）は、面積150万エーカー (6,100 km2) のシワーミガン・ニコレイ国立の森や数千の氷河湖、さらに州内最高地点であるティムズ丘陵など硬木と針葉樹の混合林に覆われている。州中央部はセントラルプレイン（中央平原）であり、肥沃な農地に加えて、ウィスコンシン川デルズのような特徴ある砂岩地形がある。南東部の東部尾根と低地地域には州内の大都市の多くが位置している。その尾根にはニューヨーク州から伸びるナイアガラ断崖、ブラック川断崖、マグネシアン断崖が入っている。ナイアガラ断崖の岩盤はドロマイト、ほかの2つは石灰岩である。南西部はウェスタンアップランド（西部台地）は岩がちな風景に森と農地が混じり、またミシシッピ川の多くの断崖もある。この地域はアイオワ州、イリノイ州、ミネソタ州にも広がるドリフトレス地域に属している。この地域は最終氷河期であるウィスコンシン氷河期に氷河に覆われなかった。
全体としてウィスコンシン州の陸地は46%が森林である。ラングレード郡の土壌は、他では滅多に見られないアンティゴー・シルト・ローム層となっている。
アメリカ合衆国国立公園局が管轄する地域は以下の通りである。
- アポストル群島国立湖岸、スペリオル湖岸
- 氷河期国立景観道路
- ノースカントリー国立景観道路
- セントクロア川国立景観河川路

アメリカ合衆国森林局が管理する国有林はシワーミガン・ニコレイ国立の森の1つである。
マディソン市は湖の間にある美しい街としてアメリカ国内では有名であり、極めて優れた都市計画のもとに作られている。カリフォルニア大学の本校のあるバークリーと比較してリトル・バークリーとも呼ばれる大学町である。ウィスコンシン大学マディソン校は生物化学などが有名であり、大学院ランキングブックで社会学部門1位など州立大学としては国内トップクラスである。
四季折々の表情豊かな自然に恵まれた土地で、アメリカ国内では人気のある観光地にもなっている。アメリカ国内ではビールやチーズの名産地としても知られている。ドイツ系、北欧系住民が多く、地ビールやブラッツ(ブラットワースト)と呼ばれるソーセージが名産。

### 気候
ウィスコンシン州の気候は湿潤大陸性気候である。州内での過去最高気温は1936年7月13日にウィスコンシン・デルズで記録された114°F (46 ℃) であり、過去最低気温は1996年2月2日と4日にクードレイ村で記録された-55 (−48 ℃) だった。夏は過ごしやすい日が多いが、寒暖の差が激しく、米国内ではミネソタと並び寒い州として有名である。冬は1月が最も寒く夜間は-20℃以下となることが普通であり、-40℃以下となることもある。
| 州内各都市の月別平均最高最低気温 [°F (°C)] |                |                |              |              |              |               |               |               |               |              |              |                |
| 都市                                       | 1月            | 2月            | 3月          | 4月          | 5月          | 6月           | 7月           | 8月           | 9月           | 10月         | 11月         | 12月           |
| グリーンベイ                               | 25/10 (−4/−12) | 29/13 (−2/−11) | 40/23 (5/−5) | 55/35 (13/1) | 67/45 (19/7) | 76/55 (25/13) | 81/59 (27/15) | 79/58 (26/14) | 71/49 (22/10) | 58/38 (14/4) | 43/28 (6/−2) | 30/15 (−1/−9)  |
| ラクロス                                   | 26/6 (−3/−14)  | 32/13 (0/−11)  | 45/24 (7/−4) | 60/37 (16/3) | 72/49 (22/9) | 81/58 (27/14) | 85/63 (29/17) | 82/61 (28/16) | 74/52 (23/11) | 61/40 (16/4) | 44/27 (7/−3) | 30/14 (−1/−10) |
| マディソン                                 | 27/11 (−3/−12) | 32/15 (0/−9)   | 44/25 (7/−4) | 58/36 (14/2) | 69/46 (21/8) | 79/56 (26/13) | 82/61 (28/16) | 80/59 (27/15) | 73/50 (23/10) | 60/39 (15/3) | 45/28 (7/−2) | 31/16 (−1/−9)  |
| ミルウォーキー                             | 29/16 (−2/−9)  | 33/19 (0/−7)   | 42/28 (6/−2) | 54/37 (12/3) | 65/47 (18/8) | 75/57 (24/14) | 80/64 (27/18) | 79/63 (26/17) | 71/55 (22/13) | 59/43 (15/6) | 46/32 (8/0)  | 33/20 (0/−7)   |

## 人口動態

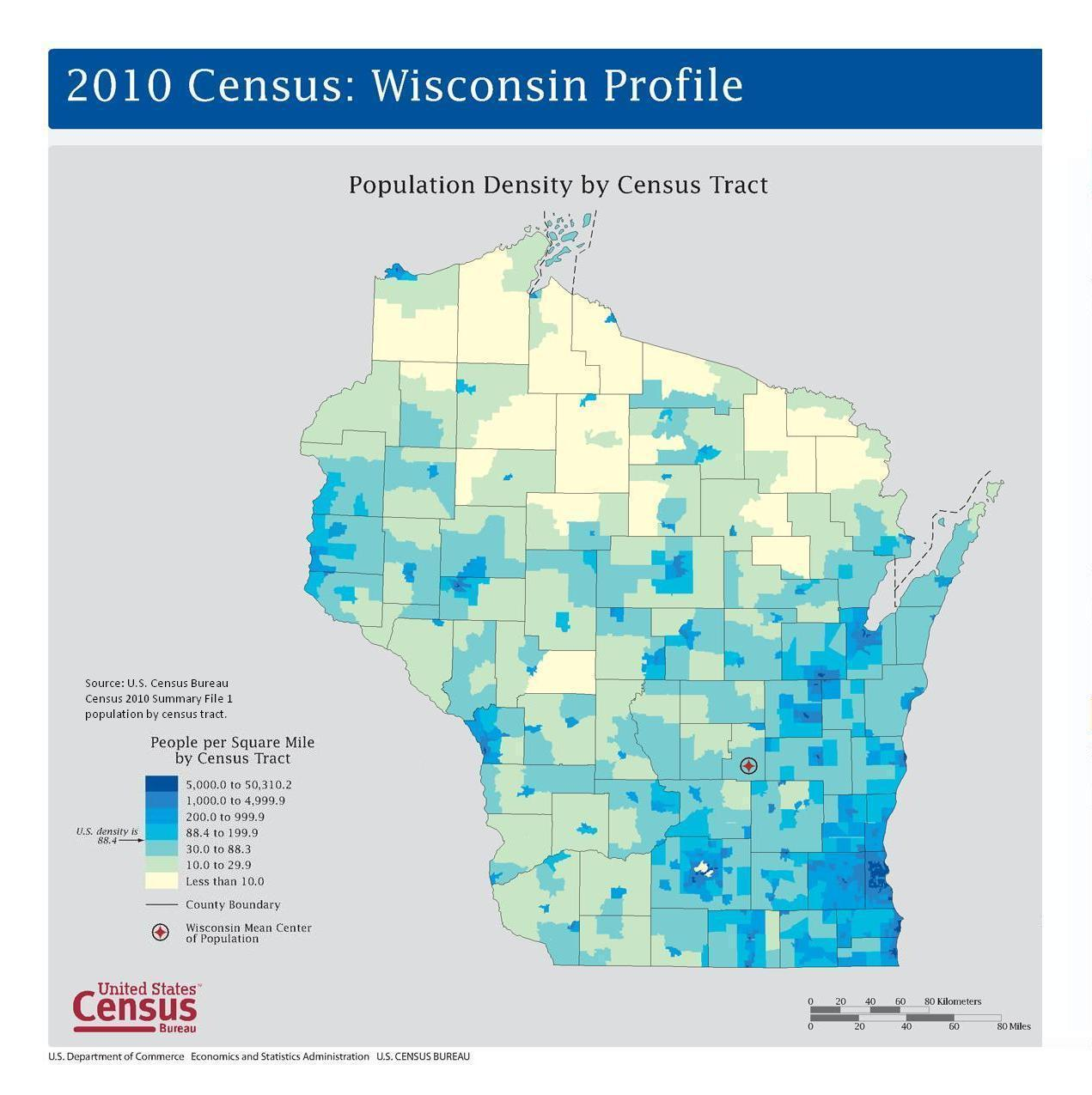
ウィスコンシン州の人口密度図、2010年

2020年の国勢調査では、ウィスコンシン州の人口は5,893,718人となっており、2010年国勢調査時点より3.64%増加していた。
アメリカ合衆国国勢調査局によると、ウィスコンシン州の人口重心はグリーンレイク郡マーケサン市となっている。
2004年現在、この州内に229,800人（州人口の4.2%）の外国生まれ住民がおり、外国生まれの18%に相当する41,000人の不法在留外国人が暮らしている。州内で生まれた者は71.7%、国内別の州で生まれた者は23.0%、プエルトリコ、アメリカ領島嶼部、アメリカ人の両親のもとに海外生まれは合わせて0.7%である。
ウィスコンシン州の人口の6.4%は5歳以下、25.5%は18歳以下、13.1%は65歳以上である。女性は人口のおおよそ50.6%である。

### 人種及び祖先
ウィスコンシン州はその設立以来民族的に多様である。フランス人毛皮交易業者の時代に続いて、鉱山労働者の波が訪れ、その多くは州南西部に入ったコーンウォール（イギリス）出身者だった。その次の移民の波は州成立初期にニューイングランドやアップステート・ニューヨークからいわゆる「ヤンキー」が多く、重工業、金融、政治と教育を支配した。1850年から1900年の間では多数のヨーロッパ系移民が続き、その中でもドイツ系、北欧系（その中ではノルウェー系が多い）が多く、少数ではベルギー、オランダ、スイス、フィンランド、アイルランド、ポーランド、イタリアなどからの移民がいた。20世紀、大量のメキシコ系やアフリカ系アメリカ人が主にミルウォーキーに入った。さらにベトナム戦争終戦後はミャオ族（モン族）が流入した。
2010年時点で、ウィスコンシン州の人種別の構成は以下の通りである。
- 86.2% 白人（ヒスパニックでは83.3%）
- 6.3% 黒人
- 2.3% アジア人
- 1.0% インディアン
- 1.8% 混血
- 5.9% 人種によらずヒスパニック系

2010年に州内で申告された祖先による民族別構成比は以下の通りだった。ポーランド出身の比率では国内最大である。
- 42.6% ドイツ系
- 10.9% アイルランド系
- 9.3% ポーランド系
- 8.5% ノルウェー系
- 6.5% イギリス系
- 6.1% イタリア系

最新の国勢調査では、この州の白人人口の約半分が、少なくとも一部にドイツ系の血を引くと報告されている。ドイツ系アメリカ人はこの州内で最大の民族集団であり、ウィスコンシン州は合衆国内で最もドイツ系 ("German-American") な州であると広く見なされている（しかし43.9%のドイツ系祖先がいる、ノースダコタ州も、これを主張できる）。減少しているスカンジナビア系の人々、特にノルウェー系はこの州のいくつかの西部地域に多く集中している。様々な民族の集団が州内の様々な地域に入植した。ドイツ系は州全体に入っているが、ミルウォーキーに集中度が高い。ノルウェー系は北部と西部の製材および農業地帯に入った。ベルギー、スイス、フィンランドなどの小さな集団が特定地域に入り、アイルランド、イタリア、ポーランド出身者は主に都市部に入った。アフリカ系アメリカ人は特に1940年から、ミルウォーキーに入ってきた。メノミニー郡はアメリカ合衆国の東半分では唯一インディアン多数の郡である。
アフリカ系アメリカ人の86%はミルウォーキー、ラシーン、ベロイト、ケノーシャの4都市に住んでいる。特にミルウォーキーには州内黒人の4分の3近くが住んでいる。五大湖地方では、ミルウォーキーより高いアフリカ系アメリカ人の構成比を示す都市としてデトロイト市とクリーブランド市があるだけである。
ウィスコンシン州のアジア系人口の33%はミャオ族（モン族）であり、ミルウォーキー、ウォーソー、グリーンベイ、シボイガン、アップルトン、マディソン、ラクロス、オークレア、オシュコシュ及びマニトワック各市内にかなりの社会を作って暮らしている。これはベトナム戦争後にベトナム人やミャオ族の難民を受け入れた結果である。

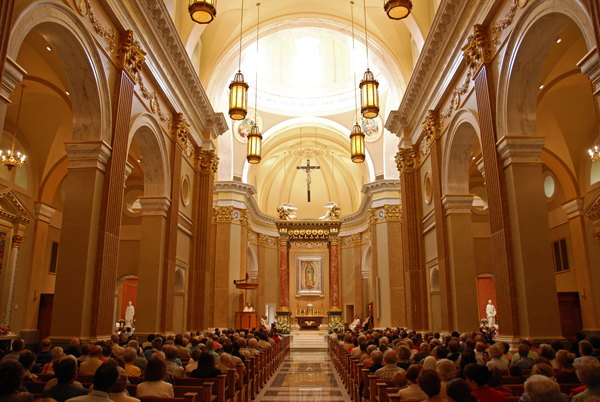
ローマ・カトリックのシュライン・オブ・アワーレディ・オブ・グアダルーペ、ラクロス市

### 宗教
ウィスコンシン州の住民の信仰宗派別構成比を下のリストに示す。
- キリスト教 – 80%
  - プロテスタント – 50%
    - ルター派教会 – 23%
 アメリカ福音ルター派教会463,432人、ミズーリ・シノッド・ルター派教会241,306人など。
    - メソジスト – 7%
    - バプテスト – 5%
    - 長老派教会 – 2%
    - キリスト合同教会 – 2%
    - 他のプロテスタントまたは一般的なプロテスタント – 15%

  - ローマ・カトリック – 29%
  - 他のキリスト教 – 2%
- 他の宗教 – 1%
- 無宗教 – 15%

## インディアン部族

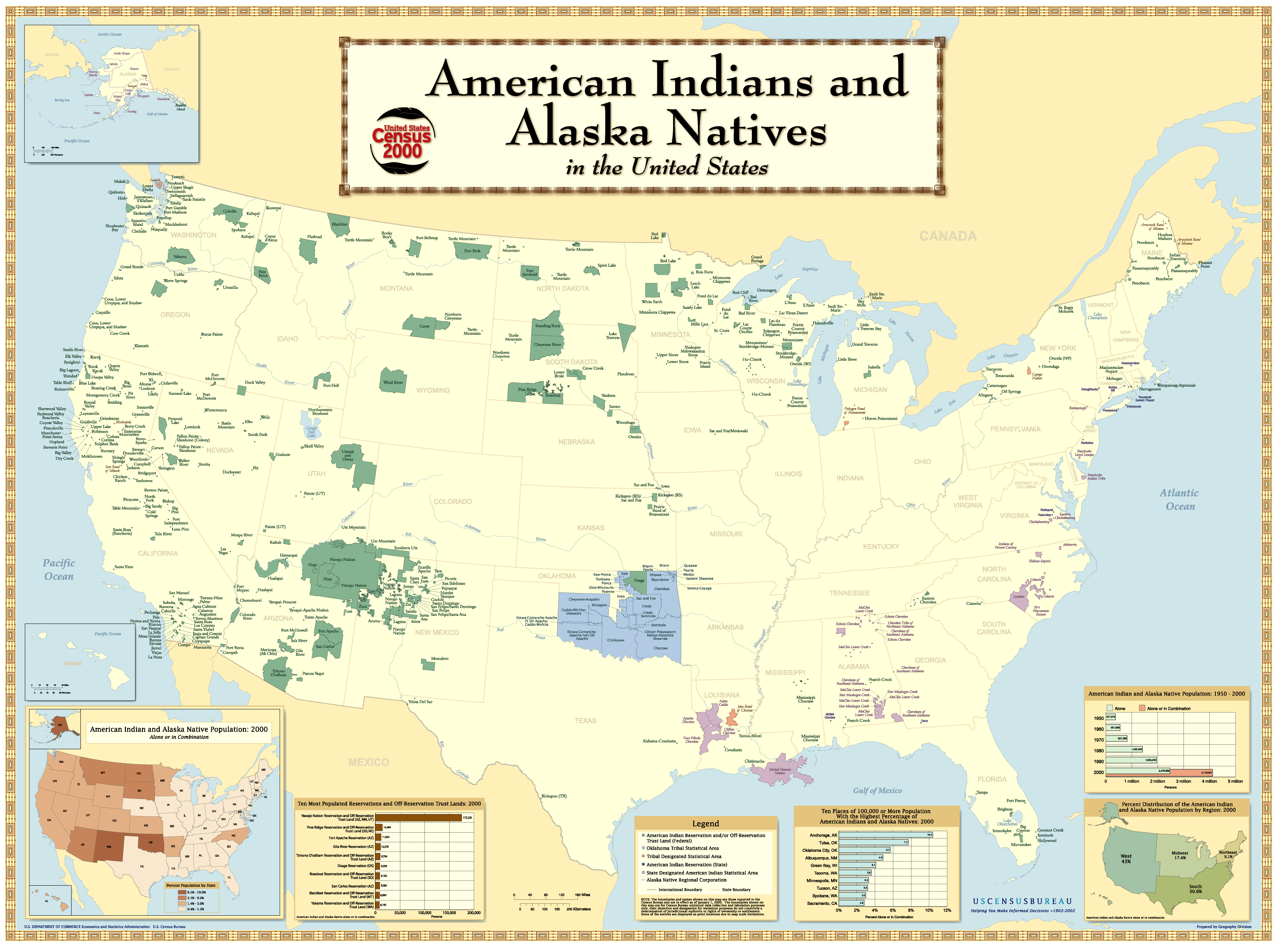
ウィスコンシン州のインディアン保留地（五大湖の南西部分）

チッペワ族、フォックス族、ダコタ族、ハウサトニック族、イリニ族、アイオワ族、イロコイ族、キカプー族、マスコーテン族、マヒカン族、メノミニー族、マイアミ族、ミズーリ族、マンシー族、ノグエト族、オナイダ族、オート族、オッタワ族、ポタワトミ族、チオノンタチ族、ウィンネバーゴ族、ソーク族、ワイアンドット族など、かつて20を超えるインディアン部族が先住し、ウィグワムの集落を築き、農耕採集生活を営んだ。
19世紀に入ると、アンドリュー・ジャクソン大統領の「インディアン移住法」などの民族浄化政策によって、ソーク族、フォックス族、キカプー族などそのほとんどがオクラホマ州など他州に強制移住させられた。ウィスコンシン州の町「ラクロス」は、インディアンのスポーツであるラクロス競技を由来とする。
1954年にアメリカ連邦議会はウィスコンシン州のメノミニー族の保留地の保留解消法案を可決し、1961年4月30日に正式に「絶滅部族」とした。彼らの保留地は民間の林業企業「メノミニー・エンタープライズ社（MEI）」に売却された。領土を失い貧困のどん底に落ちたメノミニー族は連邦再認定要求を組織化。1973年12月22日、リチャード・ニクソン大統領によって「メノミニー族復活法」が調印され、1954年の保留解消法が撤廃された。1975年1月1日には「メノミニー戦士団（Menominee Warrior Society）」がウィスコンシン州グレシャムの廃修道院を占拠し、部族の医療施設として要求。「アメリカインディアン運動（AIM）」や俳優のマーロン・ブランドも支援籠城し、激しい抗議行動が1か月続いた。1976年、ようやく部族が再公認され、正式に「復活」した。メノミニー族は伝統的に優れた造林技術を持つ部族で、彼らの保留地に1993年に開校された「メノミニー部族大学（CMN）」は、その技術の研究分野でも高い評価を得ている。

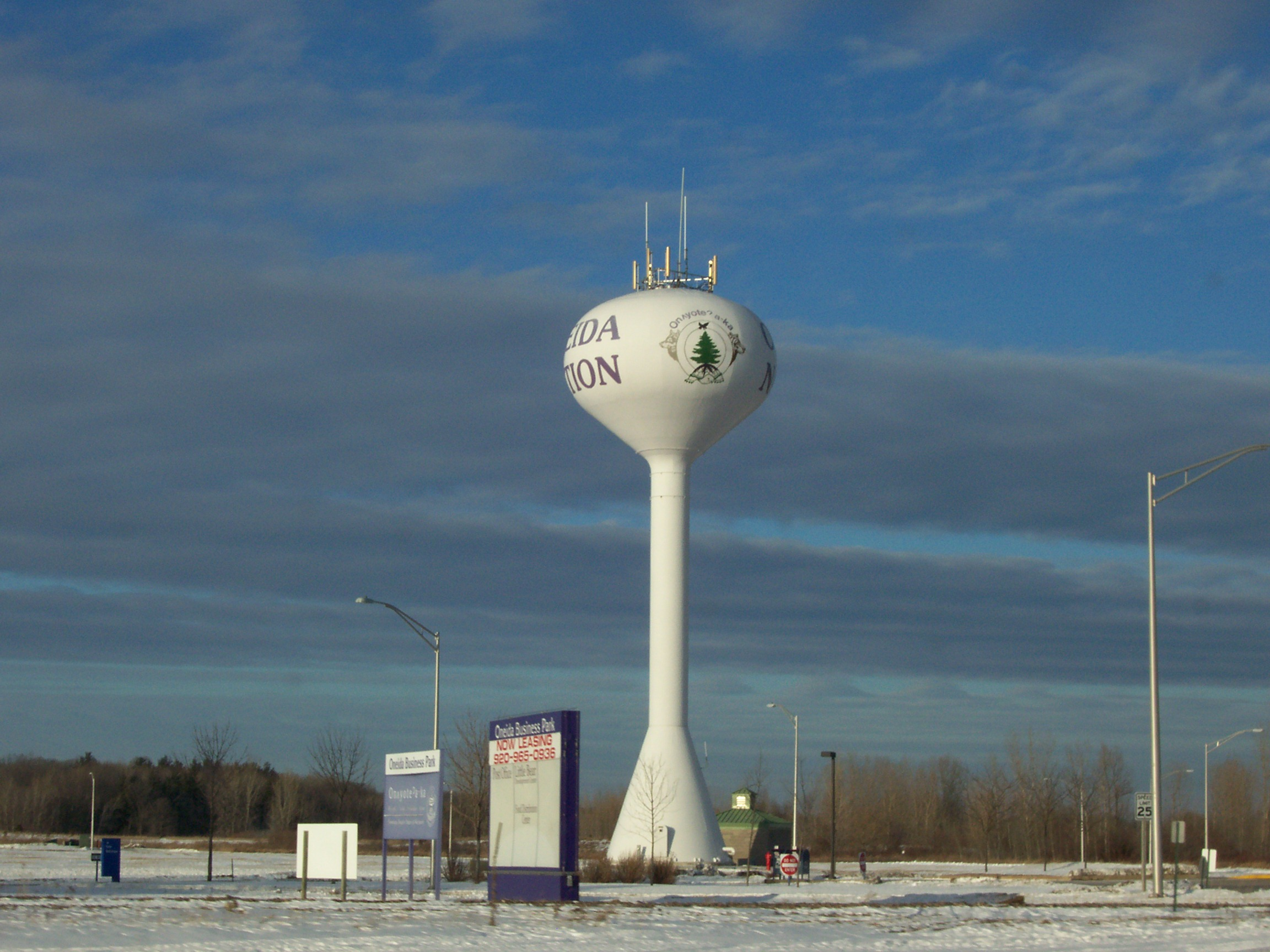
オナイダ族保留地の給水塔

「ストックブリッジ・インディアン（「マヒカン族」）」は、「モヒカン族」として知られている。彼らを「モヒカン族」としたのは白人作家のジェイムズ・フェニモア・クーパーで、大衆小説「モヒカン族の最後」があまりにも有名になったために、「完全消滅部族」と勘違いされることも多く、彼らの公式HPには、「クーパーという作家が書いた『モヒカン族の最後』という小説の題名に基づく不変の（絶滅部族という）前提のために、我々はときおりうんざりさせられる」と記されている。
現在、アメリカ連邦政府に公認され、保留地を領有する部族は以下の6部族。
| ≪アメリカ連邦政府が公式認定しているインディアン部族と部族会議≫ - 「チッペワ族（オジブワ族）」 - 「赤い崖の部族会議」 - 「スペリオール湖・チッペワ族・ラ・デュ・フランビュー・バンド」 - 「スペリオール湖・チッペワ族・ラ・コート・オレイリー・バンド」 - 「バッド川部族会議」 - 「ソカオゴン・チッペワ族」 | - 「メノミニー族」 - 「オナイダ族」 - 「ウィンネバーゴ族（ホー・チャンク族）」 ※2003年に再認定 - 「フォレスト郡ポタワトミ族共同体」 - 「ストックブリッジ・マンシー共同体」 - 「マンシー族（デラウェア族）」 - 「モヒカン族（マヒカン族）」 | ≪アメリカ連邦政府に公認要求中のインディアン部族≫ - 「ブラザートン・インディアン（モヘガン族&ピクォート族）」 |

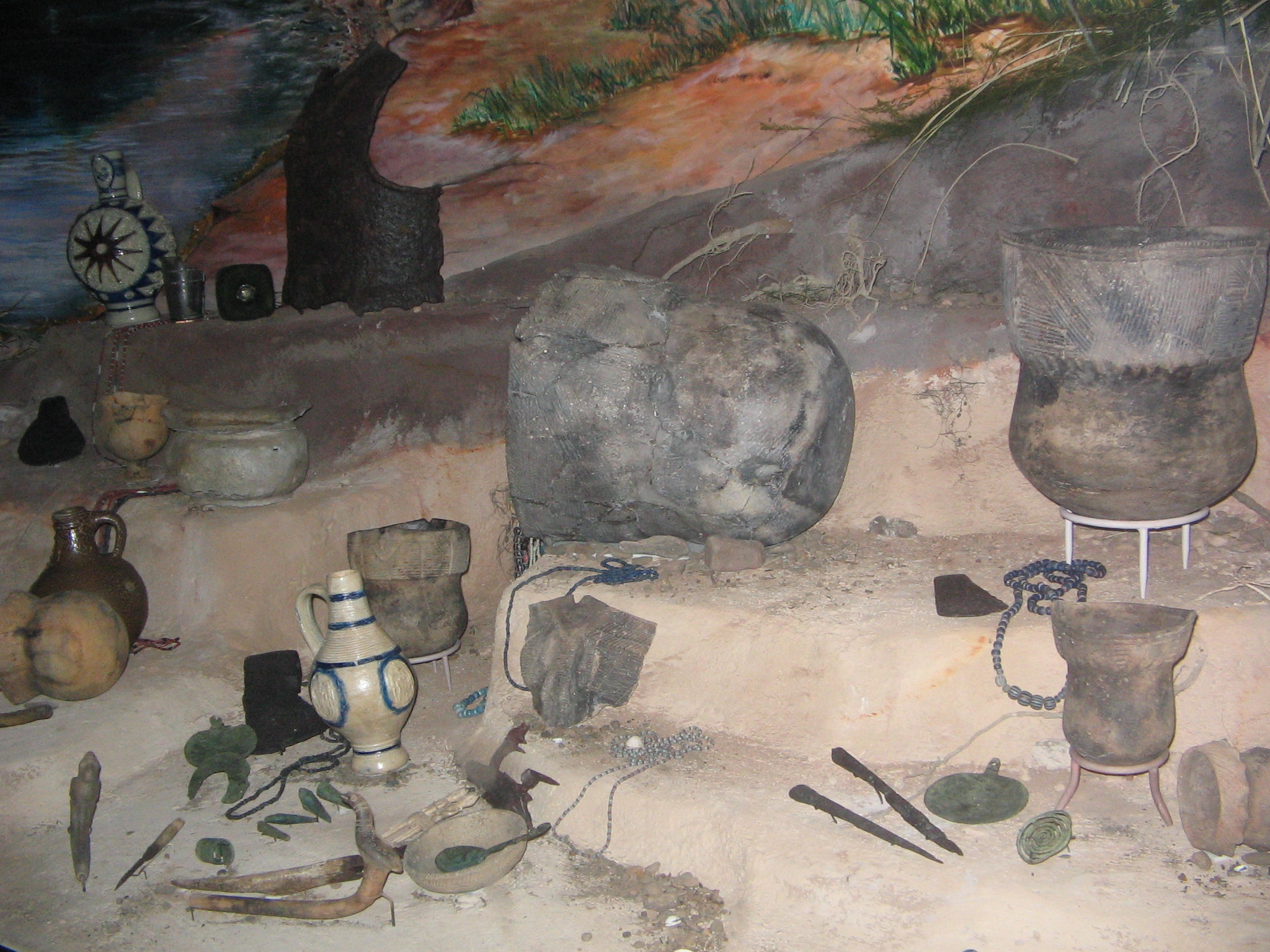
サスケハンノック族の民具の展示（ペンシルベニア州立博物館、2007年撮影）

### インディアンと遺骨の返還
19世紀末から、合衆国ではインディアンの伝統墓地が「研究のため」として、次々に白人の大学の研究者らによって暴かれ、遺骨が収奪されてきた。民族の尊厳を踏みにじるこの行為は、20世紀末に至るまで、公然と実行されてきた。ことに連邦によって公認を打ち切られ、「絶滅した」ことにされたインディアン部族は、伝統墓地の所有権までもが没収されたため、伝統墓地の破壊に対する法的な抗議権も認められてこなかった。同時にインディアンたちの生活民具や、大切な儀式の道具も没収され、各州の大学や「インディアン博物館」に陳列・展示されてきた。
こうして強奪没収された遺骨や民具のインディアンによる返還要求運動が1980年代前後から始まり、同様の要求運動は、アフリカ黒人諸国によっても欧州に対して行われ、世界的な潮流として高まっていった。1990年、この要求に対し、アメリカ連邦政府はこれらの遺物の部族に対する返還を目的とする法、「アメリカインディアンの墓地の保護と遺物返還法（NAGPRA）」を制定した。これにより、各州の博物館、大学から遺骨を始めモカシンや羽飾りといった民具、はては呪物に至るまでが、それぞれの部族に返還されるようになった。しかし膨大な数のこの遺物返還に関しては、さまざまな問題が持ち上がっている。
2009年9月、ミルウォーキー市の「公共博物館」は、この「NAGPRA」に基づき、館内に保管された数千年前からのインディアンの遺骨の返還手続きに入った。同州周辺のインディアンの伝統墓地を暴いて収集された遺骨は、「子供」などと無造作に書かれたポリ袋に個別に詰められて倉庫に眠っており、まずはスペリオール湖チッペワ族の「ラ・デュ・フランビュー・バンド」と「ラ・コート・オレイリー・バンド」の二部族への遺骨返還が行われる。この遺骨返還は、還す側にも還される側にも多大な負担を強いるものとなっている。チッペワ族は遺骨を再埋葬するのか保存するのかの計画を立てねばならず、公共博物館は遺骨がどこの部族のものか数千項目の判定をしなければならない。チッペワ族ラ・デュ・フランビュー・バンドは、この作業に「少なくとも20年は必要だろう」としている。

### インディアン・カジノ
産業の持てないウィスコンシン州の保留地 (Reservation) では、「インディアン・カジノ」運営が盛況である。計画中のカジノも多数あり、今後も増える見込みである。
| ≪ウィスコンシン州のインディアン・カジノと経営部族≫ - 「チッペワ族」 - 「バッド川のチッペワ・ロッジ&ビンゴ」 - 「バッド川部族会議」 - 「サンクロー・カジノ&ホテル」 - 「サン・クロー・チッペワ族」 - 「滝の中の穴のカジノ」 - 「サン・クロー・チッペワ族」 - 「小さな亀のハーテル・エクスプレス」 - 「イスレ・ビスタ・カジノ」 - 「スペリオール湖・赤い崖のバンド」 - 「モール湖畔カジノ」 - 「スペリオール湖・ソコゴン・バンド」 - 「石臼の渓流カジノ」 - 「スペリオール湖・ラ・コート・オレイリー・バンド」 - 「LCOカジノ」 - 「スペリオール湖・ラ・コート・オレイリー・バンド」 - 「湖畔の松明のリゾート&カジノ」 - 「スペリオール湖・ラ・デュ・フランビュー・バンド」 | - 「オナイダ族」 - 「オナイダ・ビンゴ&カジノ」 - 「ホー・チャンク族（ウィンネバーゴ族）」 - 「デジョーペ賭博場」 - 「堂々たる松のカジノ&カジノ」 - 「白い尾の交差点のカジノ」 - 「ホー・チャンク・カジノ&ビンゴ」 - 「虹のカジノ」 | - 「ポタワトミ族」 - 「ポタワトミ・北の灯のカジノ」 - 「ポタワトミ・ビンゴ・カジノ」 - 「メノミニー族」 - 「メノミニー・カジノ・ビンゴ・ホテル」 - 「ストックブリッジ・マンシー族（モヘガン族）」 - 「モヒカン北の星のカジノ&ビンゴ」 |

## 主要な都市及び町

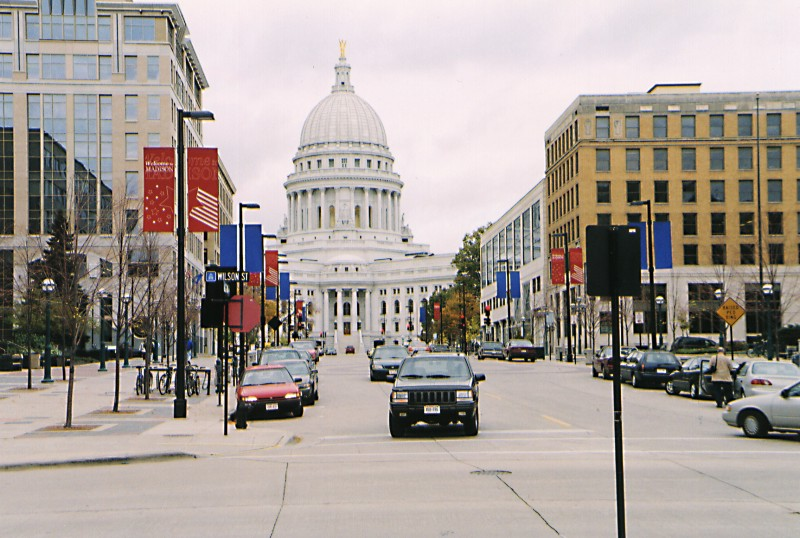
州議会議事堂

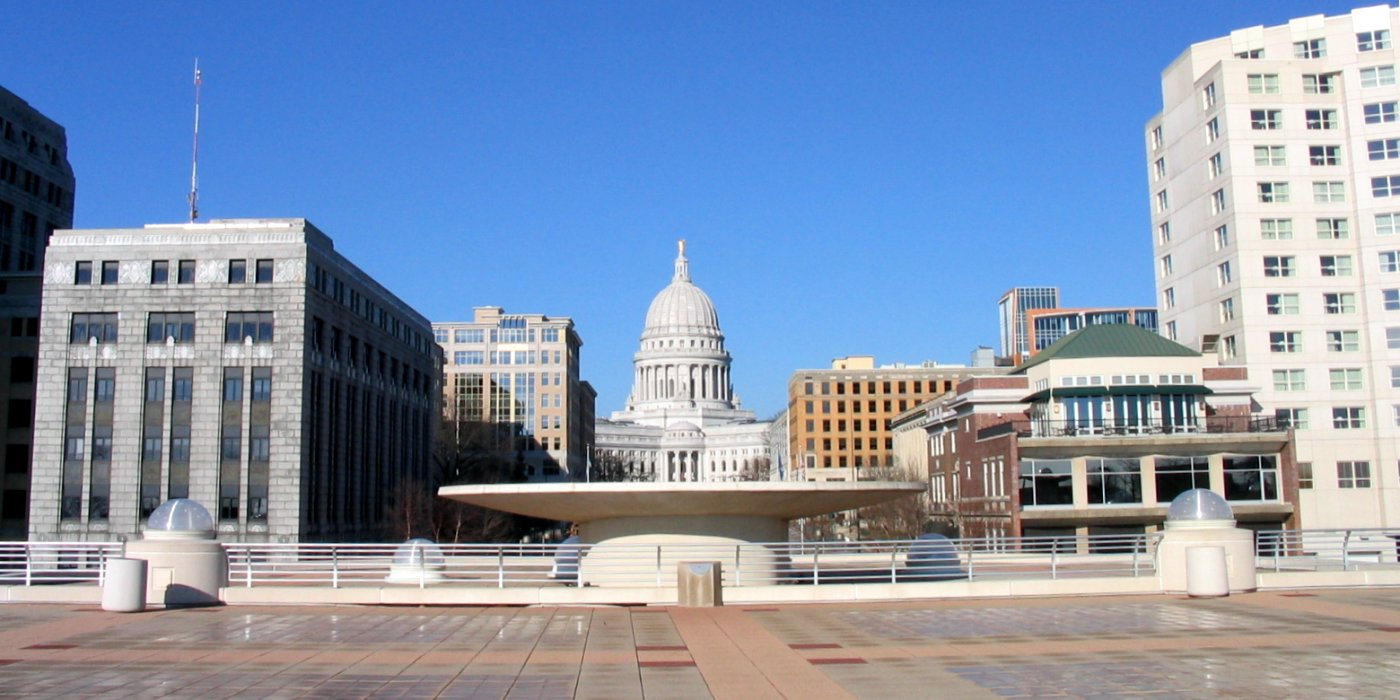
モノーナテラスからの州議会議事堂

ウィスコンシン州民の68%以上が都市化された地域に住んでおり、ミルウォーキー大都市圏だけでも州人口のおよそ3分の1が集中している。ミルウォーキーは、ミシガン湖岸から南西のシカゴ大都市圏やインディアナ州北西部に延び、人口1,100万人を擁する都市圏では北の外れにあたる。市内には57万人以上が居住し、国内第31位の都市である。ミシガン湖西岸に並ぶ都市は一般にメガロポリスの1例と考えられている。マディソン市は州都であり、大学町であるという位置づけであり、その大きさにはないほど豊かな文化を持っている。市域人口約27万人、都市圏人口は約68万人となっており、成長速度も高い。マディソン郊外にあるミドルトン市は2007年の雑誌「マネー」で「アメリカで住みたい都市」に位置づけられた。中規模の都市が州内に点在し、それを取り囲む地域ネットワークの中心になっている。2020年時点で人口5万人を超える都市が12あり、雇用の73%をまかなっている。
ウィスコンシン州には都市 (city) 村 (village)、町 (town) と3種の自治体がある。都市と村は法人化され都市化された地域である。町 (town) は郡の下位行政区分であり、自治の範囲が限られている。
2020年現在、市域人口50,000人以上のウィスコンシン州内の都市及び大都市圏は以下の通りである。
1. ミルウォーキー - 人口577,222人（都市圏に1,574,731人、後述のラシーンなどを含む広域都市圏に2,053,232人）、州で最大の人口を抱え、経済・文化の中心。マーケット大学がキャンパスを置く。
2. マディソン - 人口269,840人（都市圏に680,796人、後述のジェーンズビルやベロイトなどを含む広域都市圏に910,246人）、州都、ウィスコンシン大学が本部キャンパスであるマディソン校を置く大学町。
3. グリーンベイ - 人口107,395人、NFLのグリーンベイ・パッカーズの本拠地。
4. ケノーシャ - 人口99,986人、シカゴ大都市圏北端を成す。1927年にオープンしたケノーシャ・ヴェロドロームは現在も利用されている中ではアメリカ合衆国最古の競輪場である。国際バーバーショップ音楽の会が2007年まで本部を置いていた。
5. ラシーン - 人口 	77,816人、フランク・ロイド・ライト設計のS. C.ジョンソン・アンド・サン社（旧ジョンソン・ワックス社）の本社ビルがある。かつて全米女子プロ野球リーグのチーム、ラシーン・ベルズ (Racine Belles) の本拠地であった。
6. アップルトン - 人口75,644人、ウィネベーゴ湖北岸。ローレンス大学とハリー・フーディーニ歴史センターがある。2004年、後者が有名なフーディーニの「メタモルフォシス」のトリックの秘密を解明した展示は論争を巻き起こした。
7. ウォキショー - 人口71,158人、ミルウォーキーの郊外都市。
8. オークレア - 人口69,421人。州北西部の中心都市。
9. オシュコシュ - 人口66,816人、ウィネベーゴ湖西岸。航空機制作マニアの会である「実験的航空機の会」 (Experimental Aircraft Association) がオシュコシュ航空ショー (Oshkosh Airshow) を開催する週には世界で最も忙しくなる空港がある。
10. ジェーンズビル - 人口65,615人、総面積3500万平方フィート (32ヘクタール)を誇る、ゼネラルモーターズの主要な組立工場がある。
11. ウェストアリス - 人口60,325人、ミルウォーキーの郊外都市。ペティット・ナショナルアイスセンター (Pettit National Ice Center、元ウェストアリス・オリンピックアイスリンク)がある。2005年までに17人のオリンピック出場者と95人の国内チャンピオンを輩出したウェストアリス・スピードスケートクラブとアメリカ合衆国のオリンピックスピードスケートチームの本拠地[48]
12. ラクロス - 人口52,680人、州南西部の中心都市。

参照：List of municipalities in Wisconsin by population、Political subdivisions of Wisconsin
上記以外に州内で重要度の高い都市としては、ミシガン湖畔の保養地シボイガン、ウィネベーゴ湖南岸のフォンデュラク、州中央部の中心都市で、全米有数のモン系アメリカ人集住地でもあるウォーソー、ミシガン湖畔の海事の町マニトワック、対岸のミネソタ州ダルースと共にスペリオル湖の重要な港湾都市を成すスペリオルなどが挙げられる。

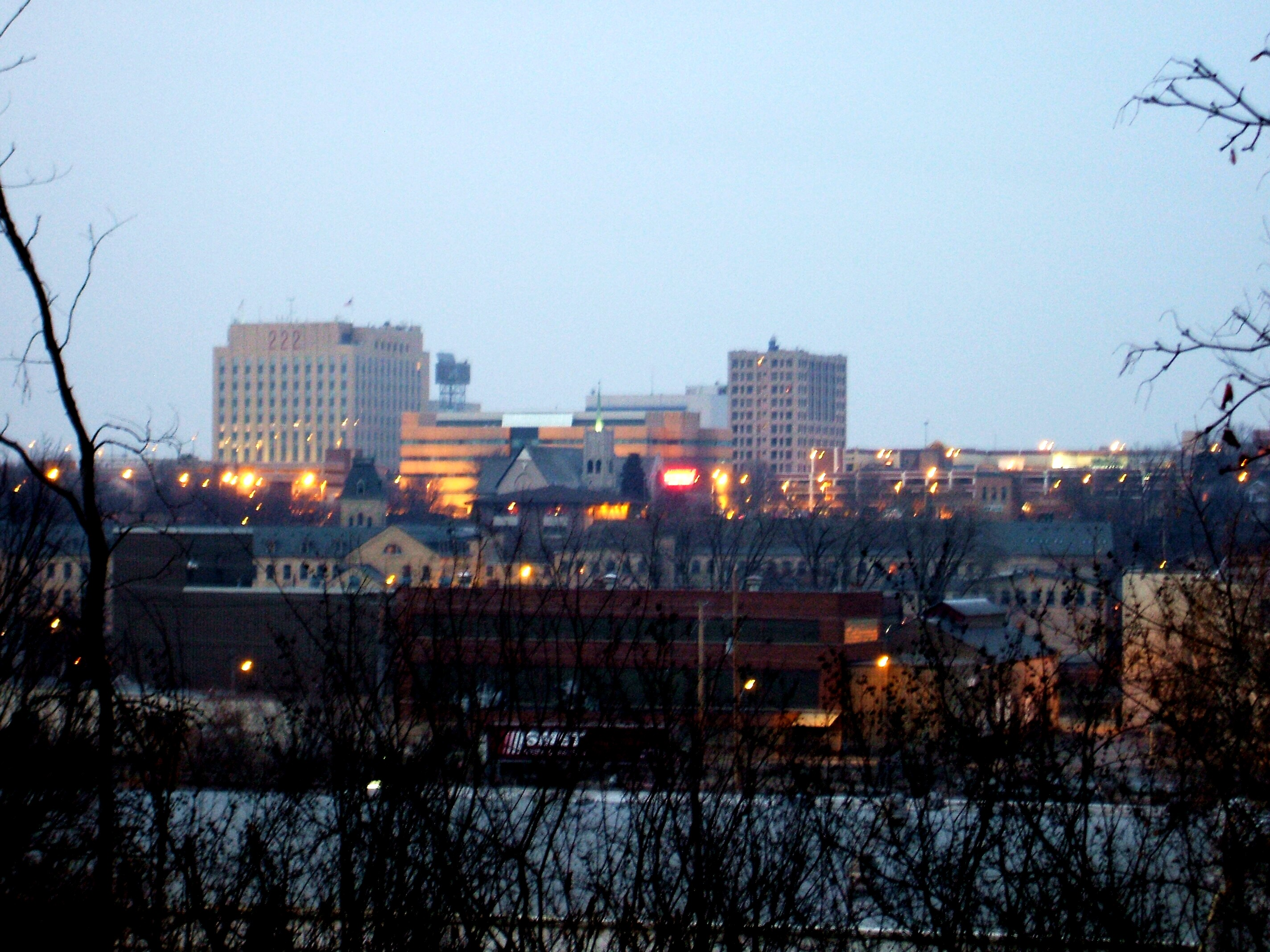
アップルトン
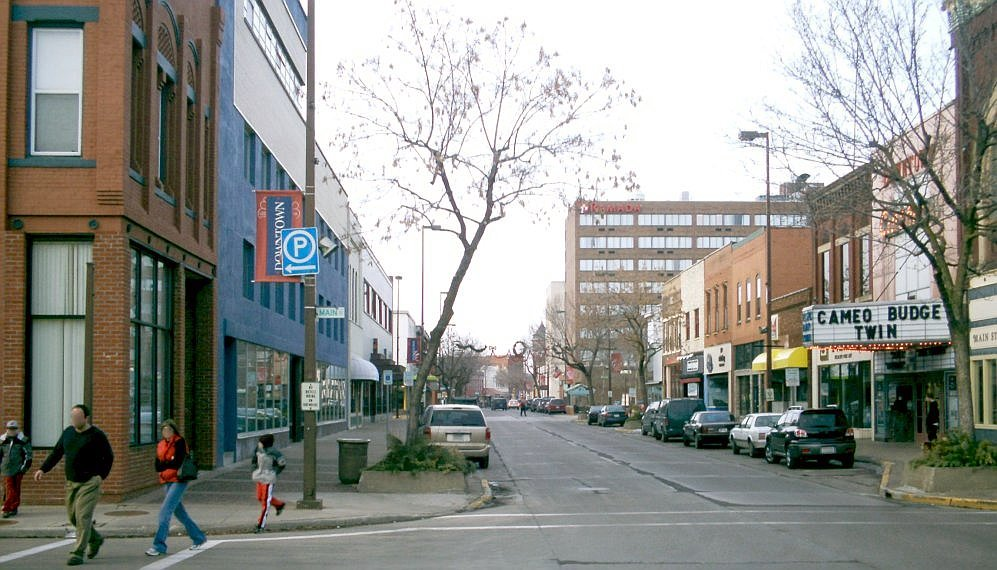
オークレア
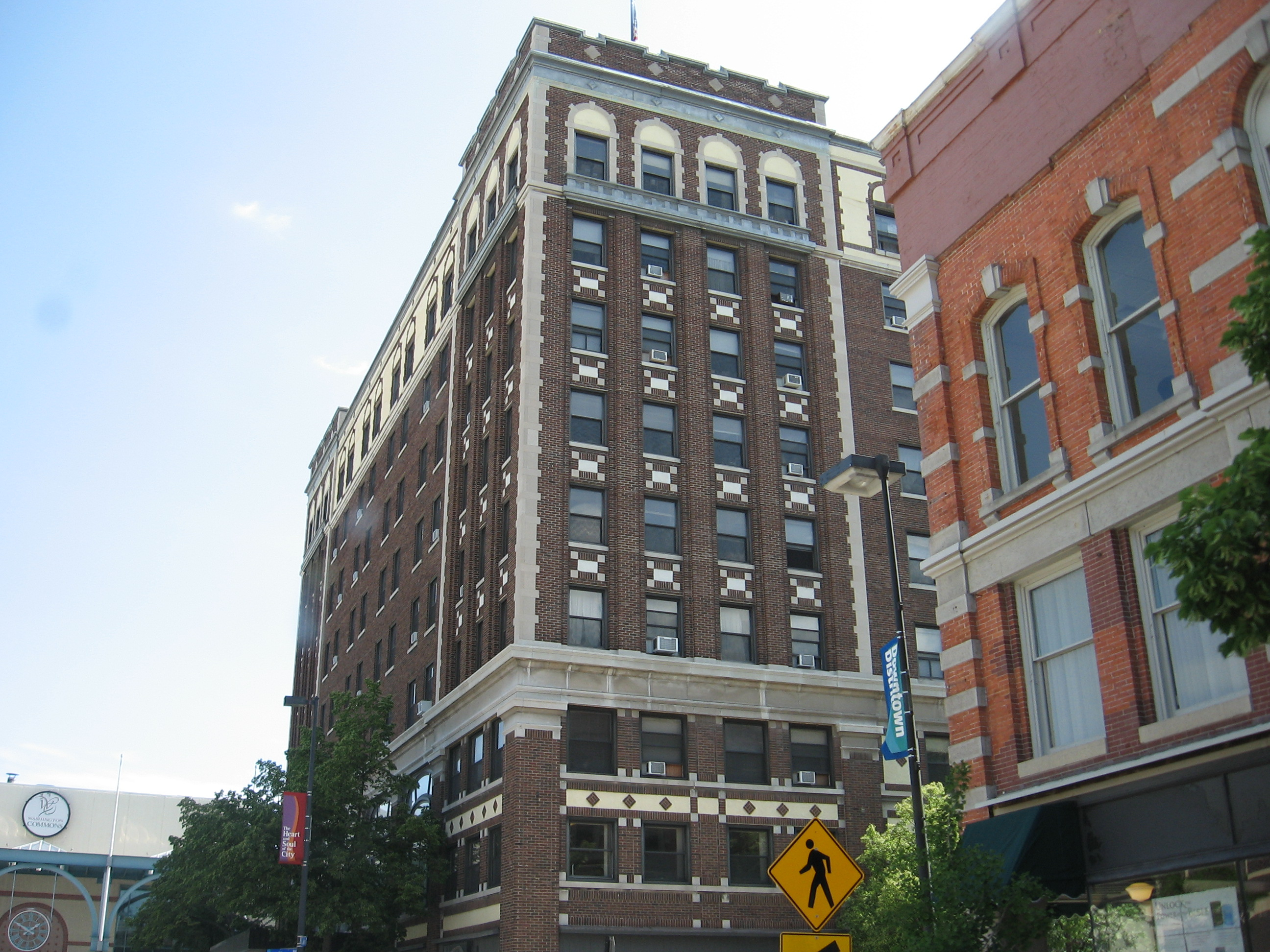
グリーンベイ
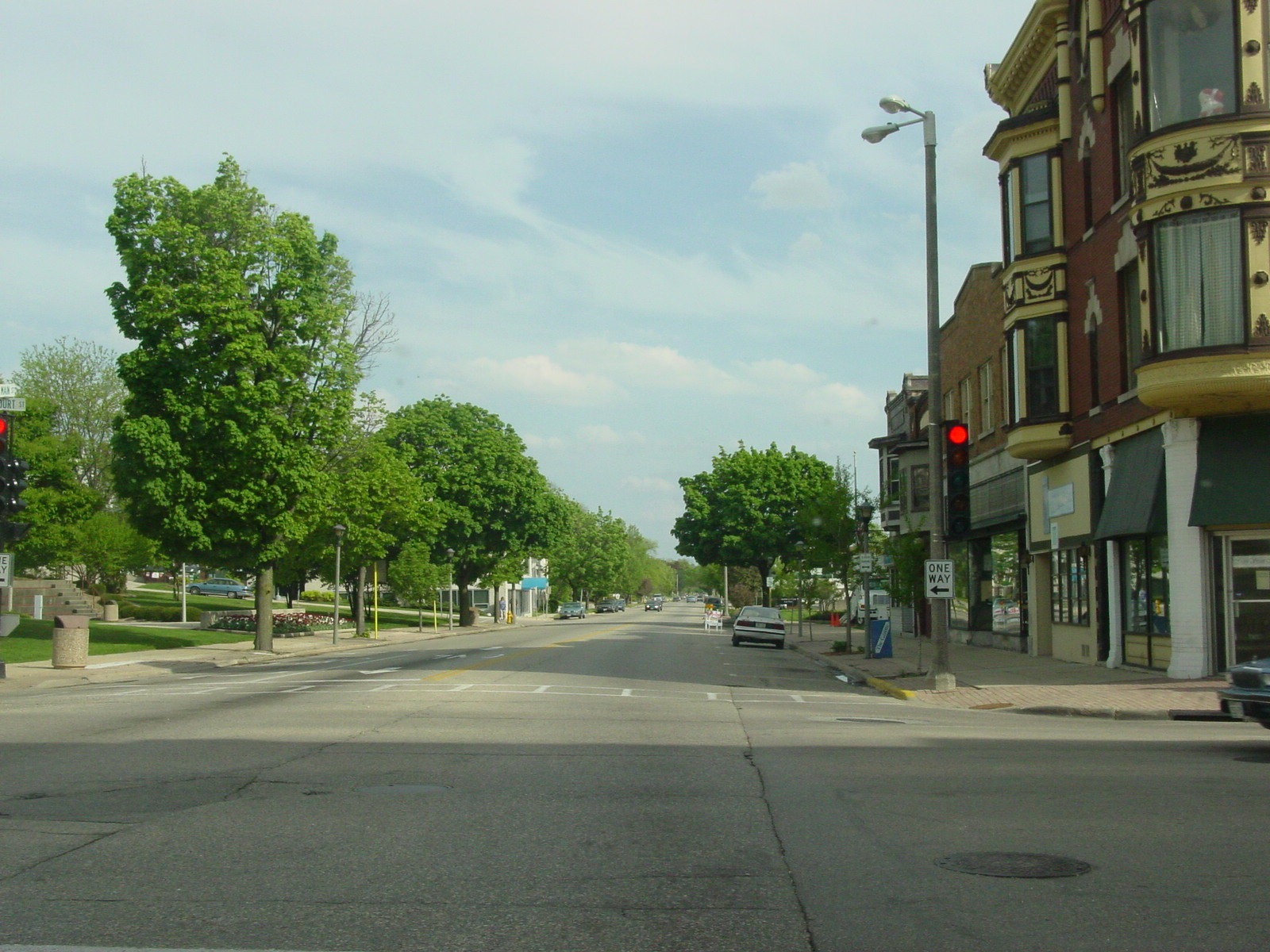
ジェーンズビル
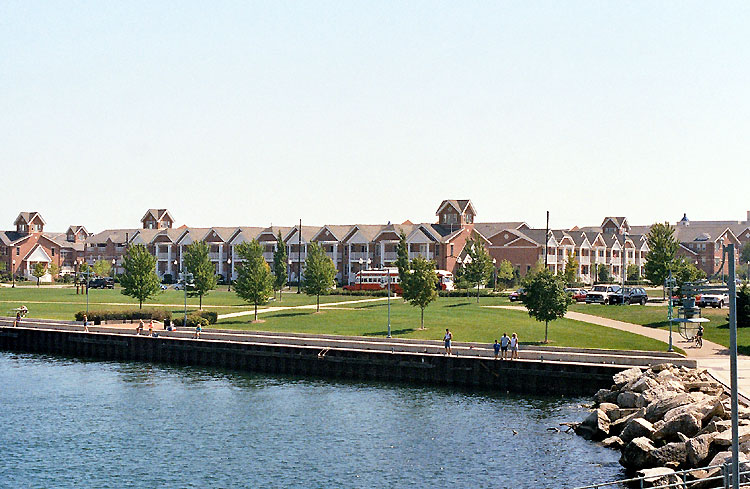
ケノーシャ
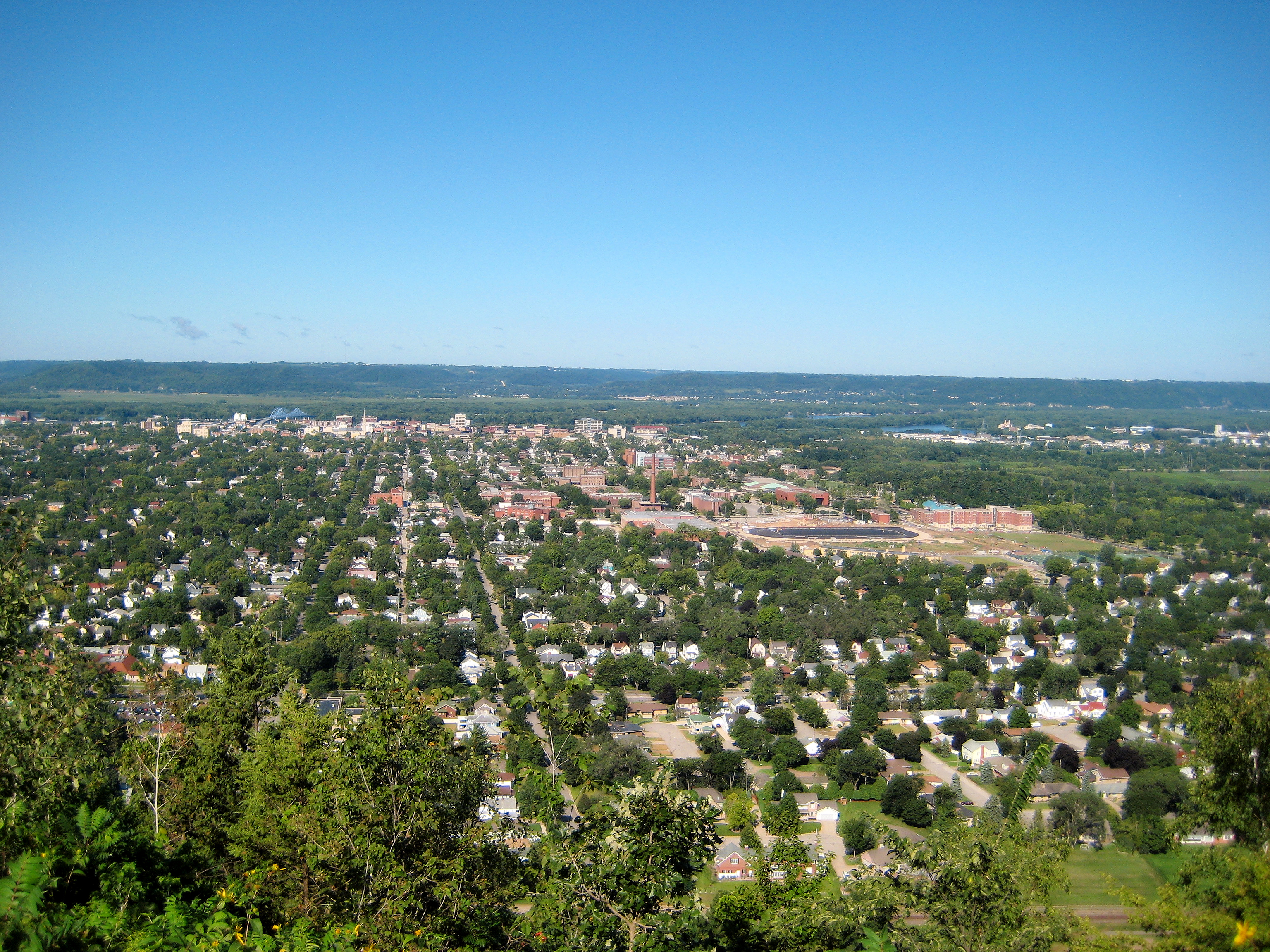
ラクロス
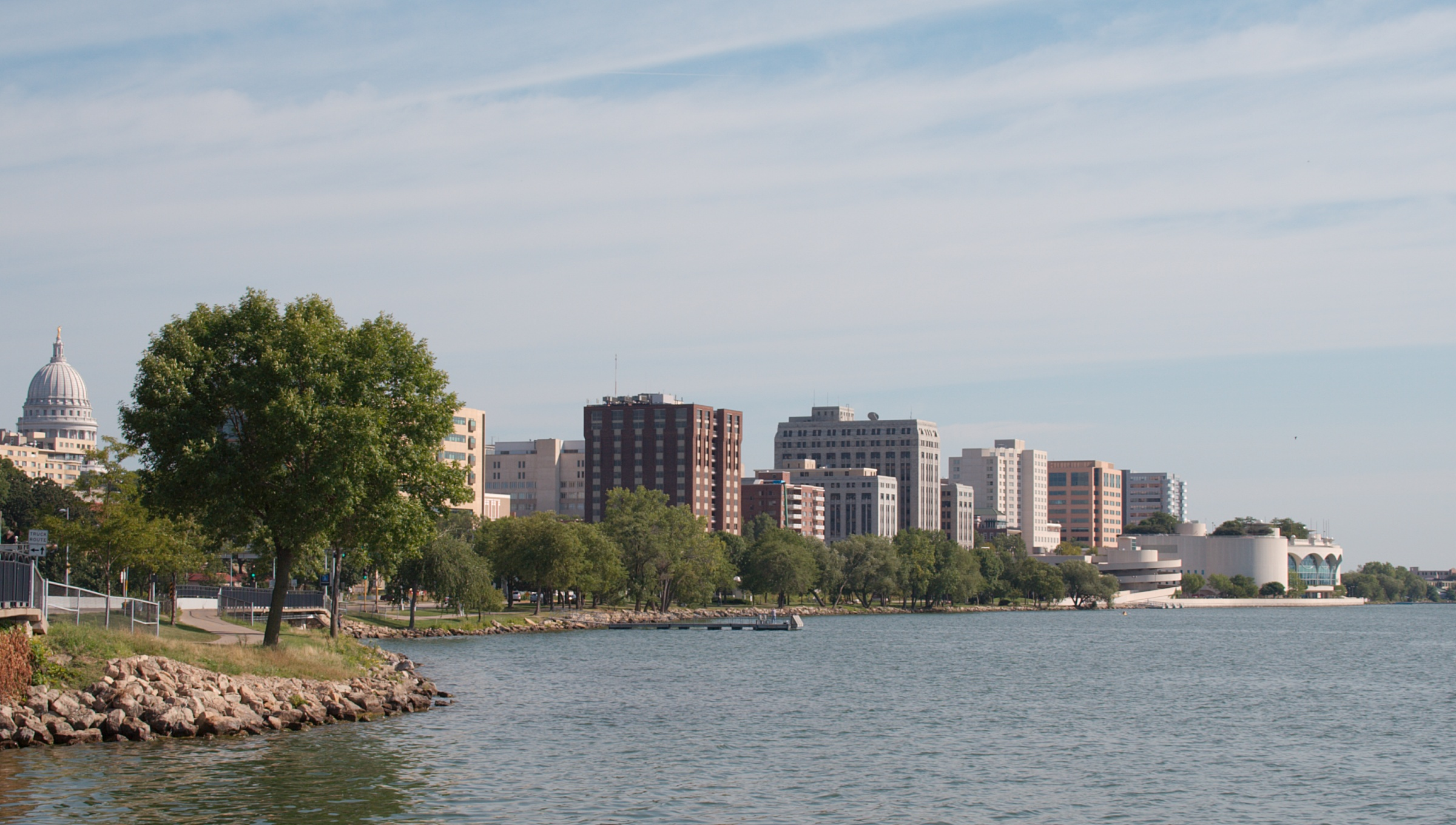
マディソン
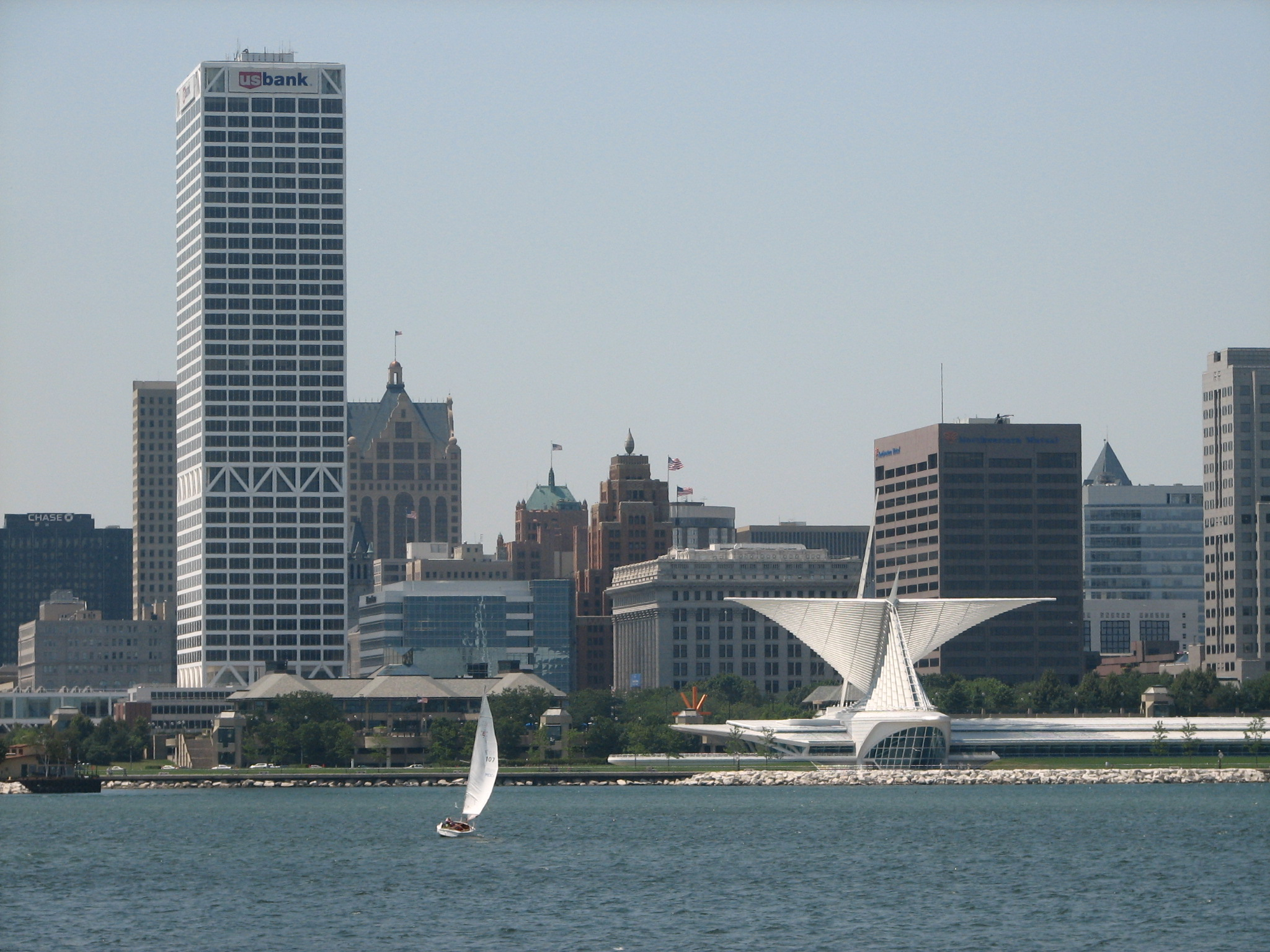
ミルウォーキー
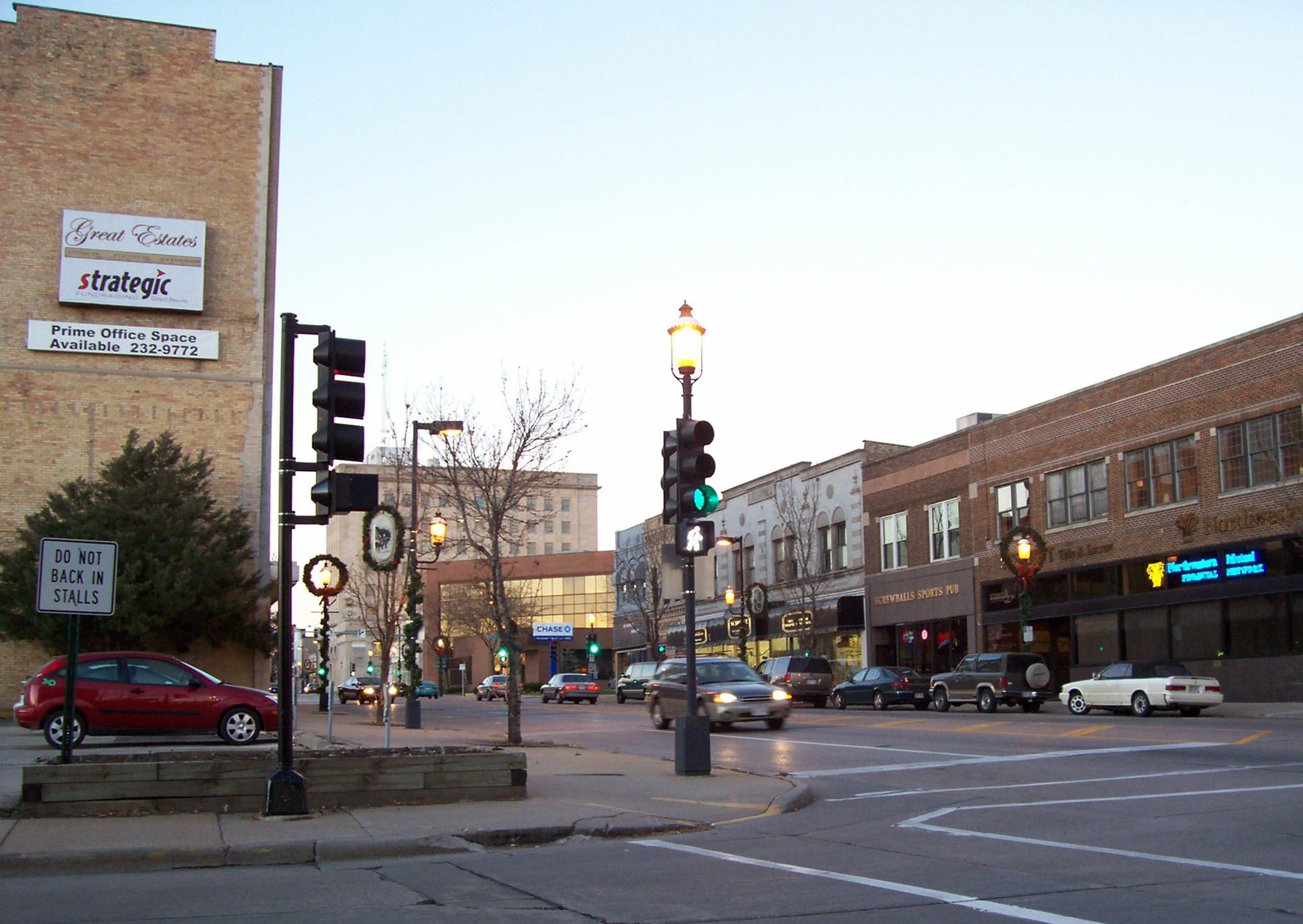
オシュコシュ
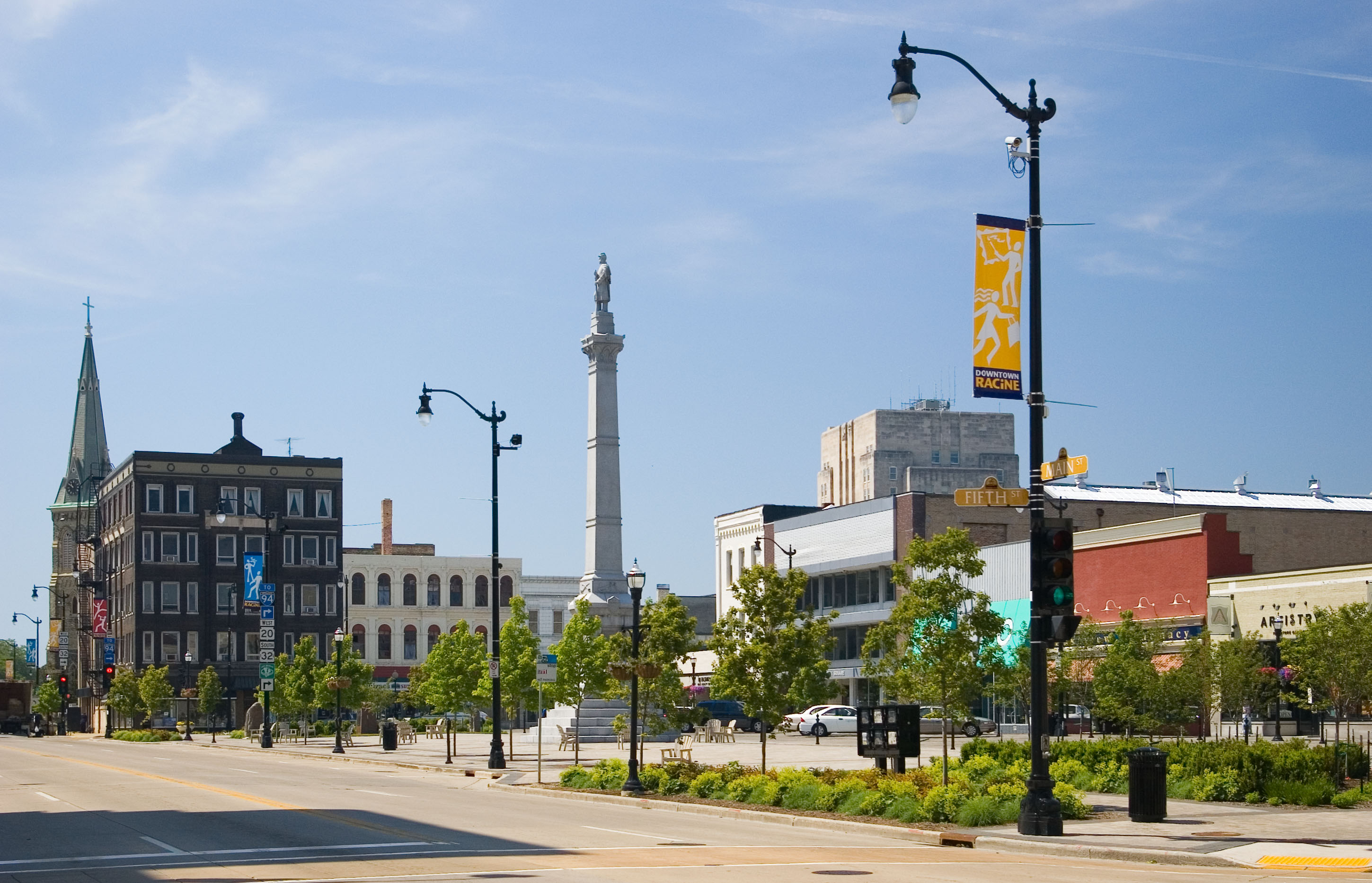
ラシーン

## 法律及び行政

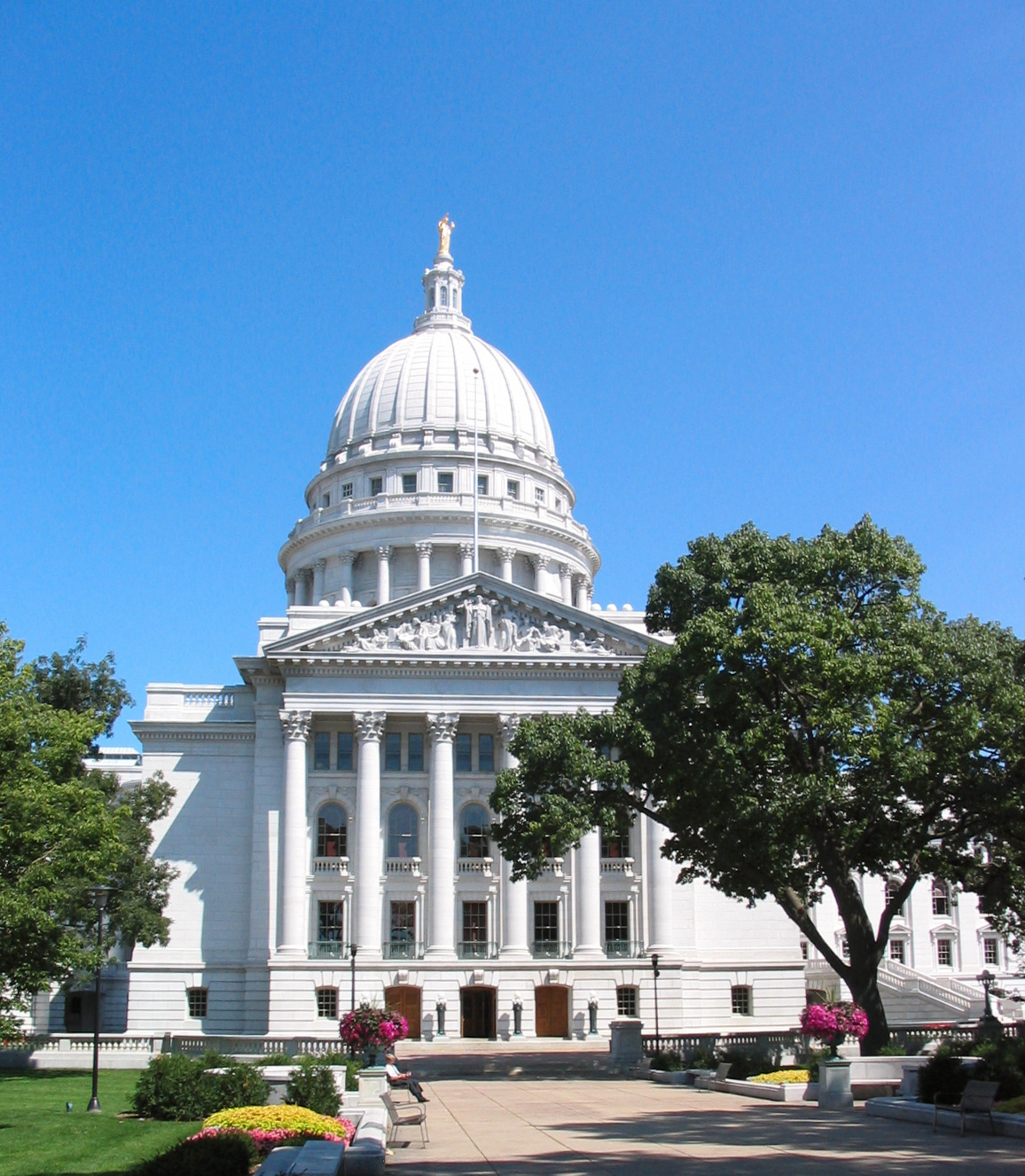
ウィスコンシン州会議事堂

ウィスコンシン州憲法で州政府の構造と機能を規定している。州政府は行政、立法、司法の3権に分かれている。

### 行政府

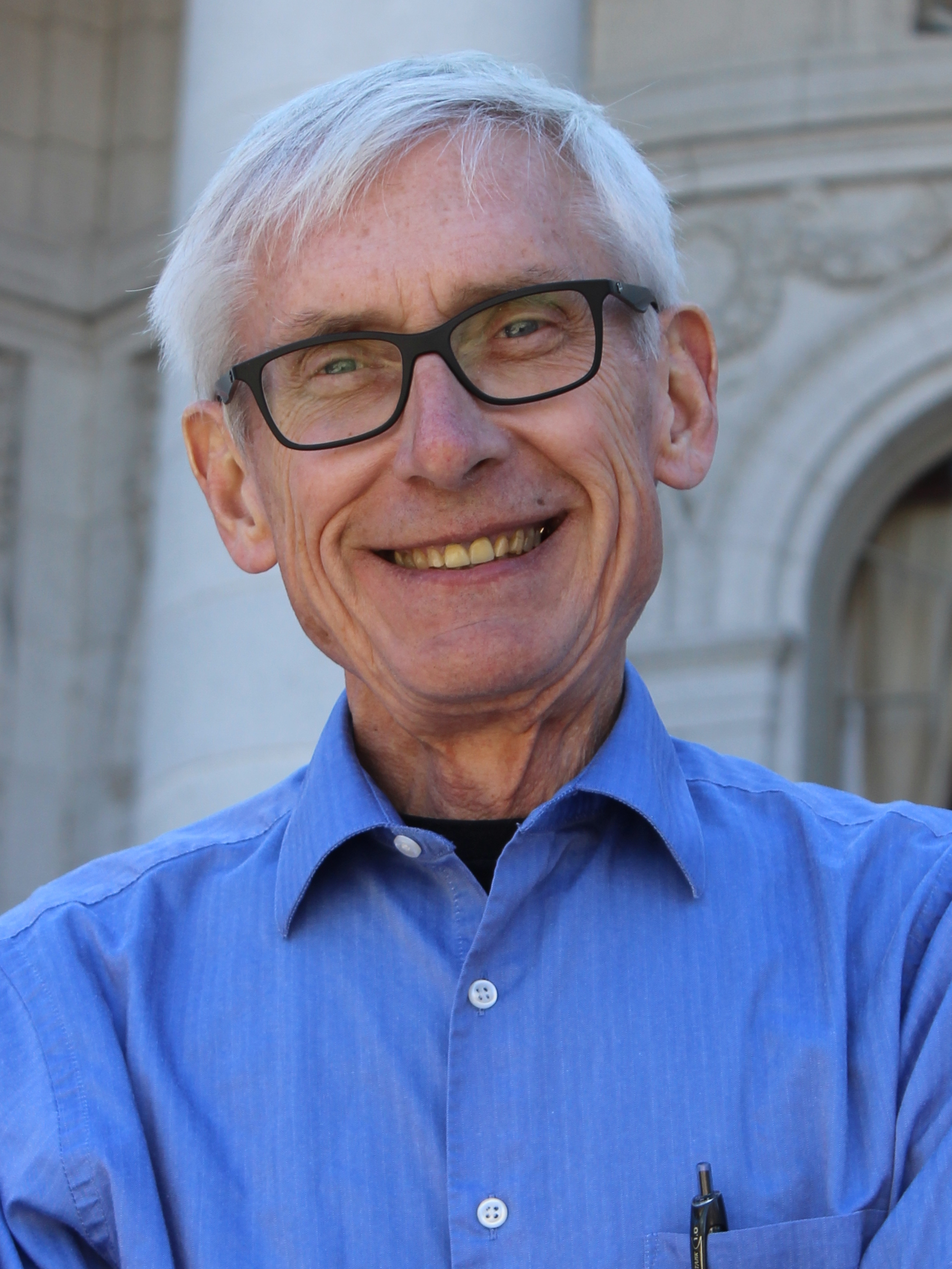
トニー・エバーズ

行政府の首長は州知事である。現在は2019年1月7日に就任した民主党のトニー・エバーズが務めている。知事以外に、副知事、州務長官、検事総長、財務官、公共教育監督官が選挙で選ばれている。

### 立法府
ウィスコンシン州議会（英語:Wisconsin Legislature）は、アメリカ合衆国ウィスコンシン州の州議会である。州議会は上院と下院の両院制で、2011年1月以降、両院とも共和党が過半数を占めている。両院を合わせると132人の議員が同数の選挙区を代表している。議会は州都マディソン の州会議事堂で召集される。
現在の議会は第106議会である。

### 司法府
関連項目：ウィスコンシン州最高裁判所 Wisconsin Supreme Court
ウィスコンシン州の司法府は4段階、すなわち地方裁判所、巡回裁判所、控訴裁判所、最高裁判所となっている。地方裁判所は、地方条例に関わる事件を扱う。巡回裁判所は通常の第一審であり、州内の民事および刑事事件全てを最初に扱う。巡回裁判所による裁定に不服の場合に控訴裁判所に控訴する。判事は16人であり、通常3人1組で審理する。州内司法府の最上級にあるのが最高裁判所であり、下級審と原処分双方の控訴事件を審問する。最高裁判所は判決を出す他に、司法府の管理を行い、州法の施行を規制する責任がある。

### 州法
現在、ウィスコンシン州では死刑制度が廃止されている（法律上）

### 政治
| 年     | 共和党           | 民主党           |
| ------ | ---------------- | ---------------- |
| 2016年 | 47.22% 1,405,284 | 46.45% 1,382,536 |
| 2012年 | 45.89% 1,407,966 | 52.83% 1,620,985 |
| 2008年 | 42.31% 1,262,393 | 56.22% 1,677,211 |
| 2004年 | 49.31% 1,478,120 | 49.71% 1,489,504 |
| 2000年 | 47.56% 1,237,279 | 47.83% 1,242,987 |
| 1996年 | 38.48% 845,029   | 48.81% 1,071,971 |
| 1992年 | 36.78% 930,855   | 41.13% 1,041,066 |
| 1988年 | 47.80% 1,047,794 | 51.41% 1,126,794 |

南北戦争の時代のウィスコンシン州は共和党を支持する州だった。実際にウィスコンシン州は共和党が生まれた所であるが、19世紀後半には民族と宗教の問題で短期間ながら共和党が割れたことがあった。20世紀前半はロバート・M・ラフォレット・シニアとその息子達が共和党を支配していたが、後には進歩党を復活させた。1945年以後は共和党と民主党が拮抗してきた。1950年代初期は共和党の上院議員ジョセフ・マッカーシーが多くの議論を呼ぶ全国的な人物だった。近年の共和党指導者としては前州知事のトミー・トンプソン、下院議長で2012年大統領選挙の副大統領候補に指名されたポール・ライアンがおり、民主党には上院議員のハーブ・コールとラス・ファインゴールド、下院議員のデイビッド・オベイがいる。
州内政治史で最も有名な論議は、学校で外国語を教えることに関するものだった。1890年のベネット法運動のときに共和党がベネット法を支持したので、ドイツ人移民が民主党に鞍替えし、民主党の大勝利に繋がった。
ウィスコンシン州の各都市はインターネット上で政治情報の入手を容易にしてきており、それによって政府の透明度を上げてきた。現在州内上位大都市5つのうちの3つで、市のデータベースから直接公的記録全てへのアクセスを可能にしている。元々2001年にミルウォーキー市が始めたことであり、各都市がこれに倣った。マディソン市は「デジタル政府によるデジタル第1位都市」を標榜している。
2008年アメリカ合衆国大統領選挙で、ウィスコンシン州は民主党の大統領候補、イリノイ州選出アメリカ合衆国上院議員のバラク・オバマを支持した。オバマは州総投票数の56%を獲得し、ミルウォーキーやマディソンなど大都市の支持が強かった。グリーンベイ市のあるブラウン郡やアップルトン市のあるアウタガミ郡でも歴史的な傾向に反して、共和党候補のジョン・マケインよりもオバマを選んだ。マケインは州全体で42%を得、72郡のうち13郡で勝っただけだった。その中で55%以上の支持率となると5郡のみだった。オバマは59郡を制し、これまでの州内にあった東西の格差や都市・郊外・田園部の格差を超越した。このときの投票率はミネソタ州に次いで国内第2位だった。
しかし2010年の中間選挙では共和党が大きく巻き返し、州知事と上下両院の支配を得た。アメリカ合衆国上院議員選挙ではロン・ジョンソンが民主党現職のラス・ファインゴールドを破り、同下院議員選挙でも1議席増やして、構成比は5対3となった。
2011年2月14日、36億ドルの財政欠陥に対処するために、賃金を除いて州職員の団体交渉権を取り上げる法案を審議したときに、州議会議事堂で抗議の声が起こった。抗議には毎日数万人が押し寄せ、国際的な注目を浴びた。議会では3月9日に上院を通過し、10日の下院では53対42で可決して、知事の署名を求めた。
この法に反応して、州知事スコット・ウォーカーのリコールを要求する署名が集められた。2010年の州知事選挙で民主党の対抗馬であり、ミルウォーキー市長のトム・バーレットが民主党予備選挙を勝ち上がり、再度ウォーカーに対抗した。再選挙の結果はウォーカー53%、バーレット46%となり、ウォーカーはリコールを経てその椅子を維持したことでは国内初の知事になった。

### 連邦議会議員
関連項目：ウィスコンシン州選出の連邦下院議員 U.S. Congressional Delegations from Wisconsin、ウィスコンシン州選出の連邦上院議員 U.S. Senators from Wisconsin
ウィスコンシン州選出のアメリカ合衆国上院議員は共和党のロン・ジョンソンと民主党のタミー・ボールドウィンである。下院議員は8つの選挙区から選出しており、2021年時点で共和党5人、民主党3人である。

### ウィスコンシン州の政策立案者
関連項目：Political party strength in Wisconsin
近年の大統領選挙におけるウィスコンシン州は接戦であることが多く、ウィスコンシン州は勝敗を決める州と全国的に伝えられたので注目度も高かった。2000年の場合はアル・ゴアが5,700票差で、2004年の場合はジョン・ケリーが11,000票差でウィスコンシン州を制した。しかし、2008年の場合はバラク・オバマが56%の支持を得て、381,000票差で勝利した。2012年もオバマが52%を獲得し、勝利を収めた。
2016年には一転して、ドナルド・トランプ、ヒラリー・クリントンともに同州で勝利することが大統領選の勝利を意味するほどの接戦となった。選挙前の世論調査では一貫して民主党支持と目されていたが、蓋を開けてみるとトランプが0.76%の僅差で勝利を収め、結果的に大統領選全体も制することとなり、全米に衝撃を与えた（トランプ現象）。これは、同州を含むラストベルトの白人労働者層にアピールするトランプの選挙戦略が功を奏したこと、それに対しリベラル系のメディアは白人労働者の集票力を過小評価し続け、ヒラリー陣営も同州での勝利を疑わず、選挙戦終盤に一度も足を踏み入れないという致命的なミスなどが要因として指摘されている。
フォックス・バレーは共和党の堅い地盤だったが、2006年のアメリカ合衆国下院議員選挙ではアップルトン市出身で民主党のスティーブ・ケイガンを選んだ。しかし、ケイガンは2期しか維持できず、2010年11月の選挙では共和党のリード・リブルに敗れた。この年は共和党が大勝し、州議会両院の多数派を取り戻し、知事も同時に当選させたのは共和党として初めてのことになった。共和党はウォキショー郡を制した。ミルウォーキー市は民主党地盤の筆頭にあるが、これにはマディソン市とインディアン居留地も含まれている。州内最大の下院議員選挙区である7区は1969年以来民主党支持を続けてきていた。その選出議員デイビッド・オベイは下院予算委員会の強力な議長だった。しかしこの2010年11月の選挙で共和党のショーン・ダフィーに敗北すると引退を決めた。
- ウィスコンシン州の政治史では、「ファイティングボブ」と呼ばれたロバート・M・ラフォレット・シニアとその進歩主義運動があり、一方で共和党の反共産主義者ジョセフ・マッカーシーがいた。
- 20世紀初期、アメリカ社会党がミルウォーキー市を基盤にしていた。この現象は、選出された役人が革命よりも公共事業や改革により大きな関心を抱いたので、「下水管社会主義」と呼ばれた。その影響力は「赤の恐怖」と人種問題が持ち上がったために1950年代後半には衰えていった[55]。アメリカ合衆国で最初の社会党大都市市長は、1910年に当選したミルウォーキー市長エミル・サイデルだった。その他ダニエル・ホーンが1916年から1940年まで、フランク・P・ザイドラーが1948年から1960年までミルウォーキー市長を務めた。社会主義新聞編集者ビクター・バーガーは繰り返しアメリカ合衆国下院議員に当選したが、第一次世界大戦に反対したので、しばしば登院を妨げられた。
- ウィリアム・プロクスマイアはアメリカ合衆国上院議員を永年務め（1957年-1989年）、長く民主党を支配した。連邦予算の浪費と不正を攻撃したことで知られた。
- 民主党のラス・ファインゴールドは2001年の愛国者法に唯一反対票を投じた上院議員となった。
- マディソン市出身で民主党のタミー・ボールドウィンは、初めてレズビアンであることを公言したアメリカ合衆国下院議員であり、現在も唯一の者である[56]。
- 共和党のポール・ライアンは1999年1月にアメリカ合衆国下院議員に就任した時に28歳であり、最も若い議員となった。2012年大統領選挙では共和党候補者ミット・ロムニーの副大統領候補に選ばれた。
- 2004年、ミルウォーキー市出身の民主党員グウェン・ムーアは、ウィスコンシン州で初めてアフリカ系アメリカ人のアメリカ合衆国下院議員となった。

2006年、民主党はブッシュ政権とイラク戦争に対する反対を押しだして、全国的に大勝した。グリーンベイ出身でアメリカ合衆国下院第8選挙区のマーク・グリーンは現職知事ジム・ドイルに挑戦した。グリーンは8%差で落選し、民主党は32年ぶりに知事を再選させた。共和党は州上院の支配も失った。民主党は下院で8議席を増やしたが、共和党は5票差で多数派を維持した。2008年、民主党は下院を52対46で取り戻し、知事と州議会の両方を支配したのは1987年以来のことになった。しかし、2010年には共和党が盛り返して両院と知事を制し、一つの選挙でこの3つがひっくり返ったことでも初のことになった。

## 経済

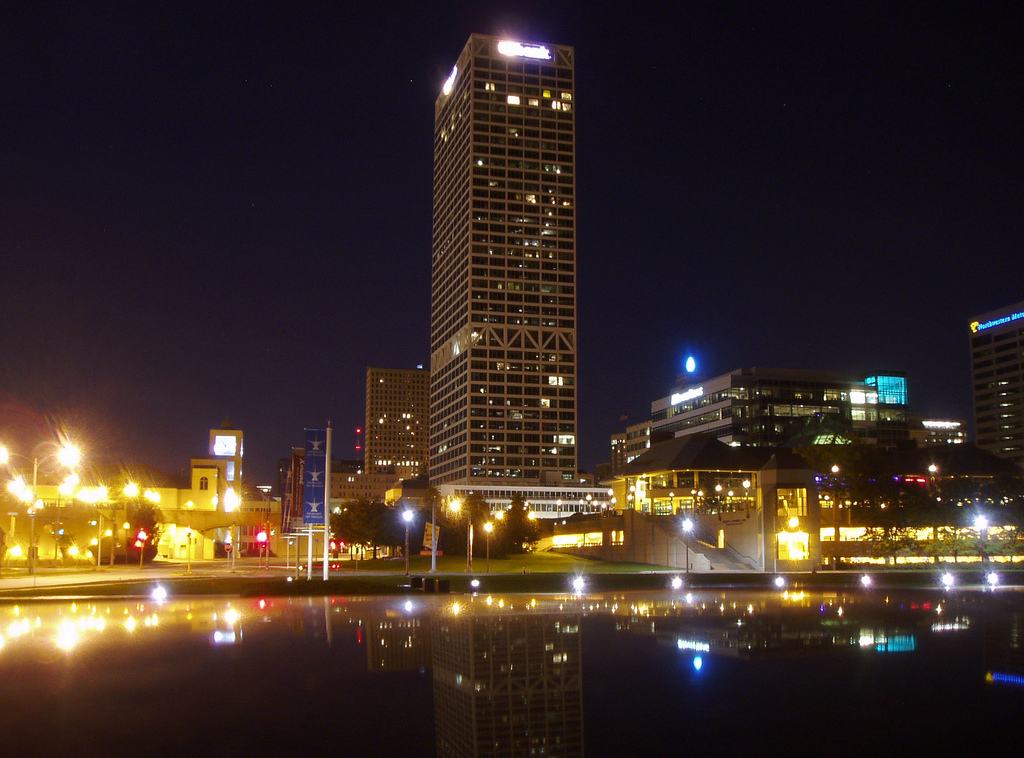
U.S.バンクセンター、ミルウォーキー市、ウィスコンシン州で最も高い建物

経済分析局推計では2010年の州内総生産は2,483億ドルであり、国内第21位になっていた。ウィスコンシン州の経済は、製造業、農業、医療で推進されている。製造業の生産高は2008年で489億ドルとなり、国内10位だった。製造業の州内総生産に占める比率は約20%であり、この比率では国内3位だった。一人あたり所得は2008年で35,239ドルだった。
2010年6月時点の失業率は7.9%だった。

### 主な会社など
ウィスコンシン州に本拠地のある企業には以下のようなものがある。
- ジョンソンヴィル・ソーセージ
- ハーレーダビッドソン
- ミラービール
- トレック・バイシクル
- スナップオン
- S. C.ジョンソン・アンド・サン

2011年第4四半期で、州内雇用数上位10社（組織）は以下の通りだった。
1. ウォルマート
2. ウィスコンシン大学マディソン校
3. ミルウォーキー公立教育学区
4. アメリカ合衆国郵便公社
5. ウィスコンシン州矯正省
6. メナーズ
7. マーシュフィールド・クリニック
8. ウィスコンシン州退役軍人省
9. ターゲット
10. ミルウォーキー市役所[61]

### 主な産業など

#### 農業
ウィスコンシン州の主要産業は製造業、農業、健康産業であり、製造業は農業よりはるかに生産高が大きいのだが、ここは農業州と見なされている。ウィスコンシンと言えば乳牛の牧畜で有名であり、酪農祭りなどの催しものは多い。チーズやミルクなどの酪農製品が名産である。チーズの生産高では国内の約4分の1を生産しており、国内第1位である。俗に、ウィスコンシンは人より牛が多いとよく言われるが、実際には人口550万人以上に対し、牛は200万頭程度である。以前はミルクの生産が全米1位だったが、現在はカリフォルニア州が1位である。一人あたりミルク生産量ではアイダホ州とバーモント州に次いで第3位である。バターの生産量は第2位であり、国内の約4分の1を生産している。酪農製品の他に、飼料用トウモロコシ、クランベリー、アメリカニンジン(朝鮮人参の近縁種)、加工用サヤマメの生産量では国内第1位である。クランベリーの場合は国内の半分以上、アメリカニンジンの場合は97%を生産している。エンバクやじゃがいも、ニンジン、サワーチェリー、メープルシロップ、加工用スイートコーンの生産も多い。農業生産の重要性を反映して、ウィスコンシン州4分の1ドル硬貨にはホルスタイン牛、トウモロコシの穂、チーズの輪が描かれている。

#### 製造業
食品加工が盛んでありオスカー・マイヤー、冷凍ピザのトゥームストーン、ソーセージのジョンソンヴィルなどの企業がある。クラフトフーヅは5千人以上を州内で雇用している。ミルウォーキーはビールで有名であり全米2位のビール会社であるミラービール本社があったが、クアーズと合併した。以前はシュリッツ、ブラッツ、パブストがミルウォーキーでの基幹醸造業者だった。
その他の製造業では輸送機器や資本設備の製造がある。この分野の企業ではコーラー、マーキュリー・マリーン、ロックウェル・オートメーション、ジョンソンコントロールズ、シーグレイブ消火器、ピアース（消防設備）、ブリッグス&ストラットン、ミラー・エレクトリック、ミルウォーキー・エレクトリックトゥール、バシラス・インターナショナル、ジョイ・グローバル、マニトワック・カンパニー、モーダイン・マニュファクチャリング、リライアンス・コントロールズ、スーパースティール・プロダクツ、ラディッシュ、オシュコシュ・トラック、ハーレーダビッドソン、アシュレー・ファニチャー、アリーンズ・カンパニーがある。
紙、包装材など消費財の生産高も大きい。企業としてはSCジョンソンやダイバーシーがある。紙製品の生産高では国内第1位である。フォックス川下流のウィネベーゴ湖からグリーンベイの間、39マイル (62 km) に24の製紙工場がある。
健康医療器具製造とソフトウェアの開発が成長分野であり、GEヘルスケア、エピック・システムズ、トモセラピーなどの企業がある。

#### 観光業
観光業はウィスコンシン州の主要産業であり、州観光省に拠れば売上高で州内第3位の分野である。自然が豊かであり、州の東部、ミシガン湖に突き出しているドア半島は景勝地として有名である。紅葉の季節はドア郡へドライブする人も多い。冬はスキー、氷上釣り、スノーモービルなどが人気がある。ウィスコンシン・デルズ(Wisconsin Dells)には多くのプールやアトラクション施設やダックボートという観光用の水陸両用車があり、夏の観光地として有名である。夏はカヌーやボート遊びが盛んである。その近くにデビルズレイクという州立公園がありキャンプやボート、スキーなどが楽しめる。近くにはインディアン部族のホーチャンク族の経営するカジノもある。マディソン近くのニューグレアスという街はスイス村となっており、料理や各種のアンティーク店がある。マディソン近くの街にはマスタード博物館などの観光施設もある。その他スプリンググリーン近くのハウス・オン・ザ・ロック、バラブー市のサーカスワールド博物館も観光客を集めている。サマーフェストやオシュコシュ・エアーショーなどの催事にも国際的な関心を集め、数多い観光客が訪れている。

#### 映画産業
2008年1月1日、映画産業に対する優遇税制が執行された。この利点を生かした最初の作品はマイケル・マン監督の『パブリック・エネミーズ』になった（2009年作品）。制作者は1,800万ドルを掛けたが、その大半は州外の労働者や企業に払われたと報告されている。ウィスコンシン州は460万ドルの補助金を用意しており、この映画制作から500万ドルしか得られなかった。

#### エネルギー産業
ウィスコンシン州は、陸上の風力発電で 103,751 メガワット時から 255,266 ギガワット時、スペリオル湖やミシガン湖の湖上風力発電で 80,672 メガワット時から 317,755 ギガワット時、さらに太陽光発電で 12,262 メガワット時から 13,939 ギガワット時を発電できる可能性がある。
|      |           | ウィスコンシン州の風力発電量（ギガワット時） | ウィスコンシン州の風力発電量（ギガワット時） | ウィスコンシン州の風力発電量（ギガワット時） | ウィスコンシン州の風力発電量（ギガワット時） | ウィスコンシン州の風力発電量（ギガワット時） | ウィスコンシン州の風力発電量（ギガワット時） | ウィスコンシン州の風力発電量（ギガワット時） | ウィスコンシン州の風力発電量（ギガワット時） | ウィスコンシン州の風力発電量（ギガワット時） | ウィスコンシン州の風力発電量（ギガワット時） | ウィスコンシン州の風力発電量（ギガワット時） | ウィスコンシン州の風力発電量（ギガワット時） | ウィスコンシン州の風力発電量（ギガワット時） | ウィスコンシン州の風力発電量（ギガワット時） |
| 年   | 能力 (MW) | 総計                                         | 1月                                          | 2月                                          | 3月                                          | 4月                                          | 5月                                          | 6月                                          | 7月                                          | 8月                                          | 9月                                          | 10月                                         | 11月                                         | 12月                                         |                                              |
| ---- | --------- | -------------------------------------------- | -------------------------------------------- | -------------------------------------------- | -------------------------------------------- | -------------------------------------------- | -------------------------------------------- | -------------------------------------------- | -------------------------------------------- | -------------------------------------------- | -------------------------------------------- | -------------------------------------------- | -------------------------------------------- | -------------------------------------------- | -------------------------------------------- |
| 2009 | 449       | 1,052                                        | 99                                           | 115                                          | 123                                          | 116                                          | 114                                          | 62                                           | 53                                           | 70                                           | 35                                           | 80                                           | 94                                           | 94                                           |                                              |
| 2010 | 469       | 1,088                                        | 114                                          | 62                                           | 88                                           | 137                                          | 90                                           | 59                                           | 60                                           | 66                                           | 90                                           | 94                                           | 128                                          | 108                                          |                                              |
| 2011 | 631       | 1,196                                        | 84                                           | 129                                          | 97                                           | 126                                          | 127                                          | 85                                           | 57                                           | 46                                           | 75                                           | 106                                          | 135                                          | 127                                          |                                              |
| 2012 |           | 193                                          | 123                                          | 173                                          | 145                                          | 135                                          |                                              |                                              |                                              |                                              |                                              |                                              |                                              |                                              |                                              |

出典:

### 州税
ウィスコンシン州は累進課税方式の所得税を徴収しており、税率は4.6%から7.75%である。消費税と使用税の税率は5.0%である。これに59の郡が追加税率0.5%を課している。ミルウォーキー郡など周辺5郡は、2001年に完成したミラー・パーク野球場建設資金のために、一時的に0.1%を加算していた。郡の課税適用を受ける小売り業者は、その商品にこの税率を載せて徴収する必要がある。
資産税の中で共通にあるのは固定資産税である。自動車には動産税を課さないが、年間登録料には課している。資産税は地方政府の重要な収入源であり、また教育学区、職業訓練校、特殊目的地区、および税漸増財務地区にとっても同様である。農業用地を除き、全ての課税資産について市場価格で評価されている。農業従事者については資産税の救済措置があり、農業用地の価値は開発可能性価格ではなく、利用価値で評価されている。土地の均等価値は郡、自治体、職業訓練校に補助金を分配するために使われている。地方査定官による評価は、個々の自治体に資産税負担額を分配するために使われる。
無形資産には課税していない。相続税も徴収しない。2008年1月1日まで、州の固定資産税は連邦政府の固定資産税から分離されていた。よって州は特定大型資産に独自の資産税を課していた。
州内には有料道路が無い。高規格道路の建設と維持は、一部燃料税で、残りは州の一般税源で行われている。高規格ではない道路の建設と維持は地方政府の資金で賄われている。

## 教育

### 単科及び総合大学
南北戦争の後、ウィスコンシン州はミネソタ州やミシガン州と共に、勃興しつつあった州立大学運動では中西部の指導的存在だった。20世紀への変わり目までに、州ピンへのサービスを強調する「ウィスコンシン州・アイディア」を提唱していた。このアイディアは当時のカレッジや大学の中で進歩主義運動の範例となった。
今日、ウィスコンシン州の高等教育はマディソンにウィスコンシン大学の本部キャンパスマディソン校を置いている、26キャンパスから成る公立のウィスコンシン大学システムと、16キャンパスからなるウィスコンシン工科短大システムによって構成されている。著名な私立単科及び総合大学には、ベロイト大学、カーディナル・ストリッチ大学、キャロル大学、カーシージ・カレッジ、コンコーディア大学ウィスコンシン校、エッジウッド大学、レイクランド大学、ローレンス大学、マーケット大学、ウィスコンシン医科カレッジ、ミルウォーキー工科学校、リポン・カレッジ、セント・ノーバート・カレッジなどがある。
関連情報：
- カテゴリ:ウィスコンシン州の大学
- ウィスコンシン州の大学リスト
- ウィスコンシン州の高等学校リスト
- ウィスコンシン州の教育学区リスト

## 芸術・文化

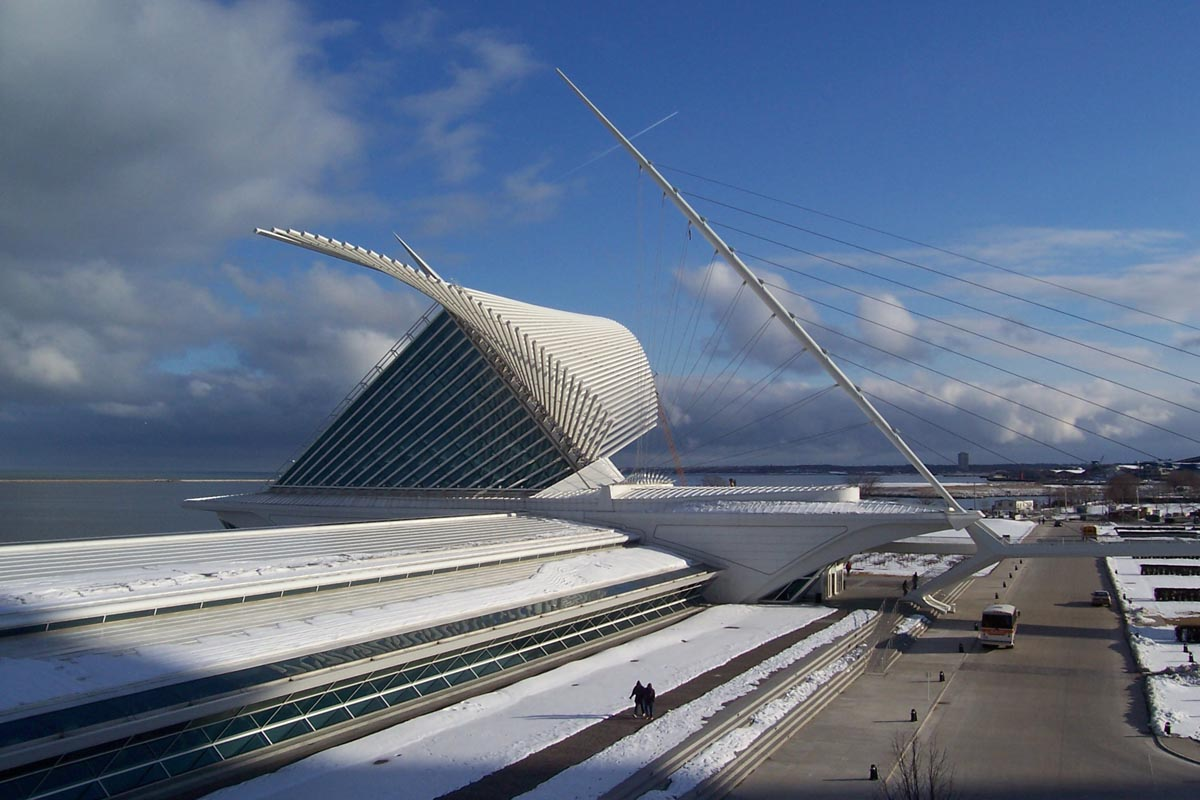
ミルウォーキー美術館

ウィスコンシン州の田園部経済では酪農業とチーズ作りが昔から有名だった。自動車のナンバープレートにも1940年から「アメリカの酪農地帯」と書かれている。このことから州民には「チーズヘッド」という渾名ができた（チーズヘッドには軽蔑的な意味もある）。またチーズの塊の形に黄色い泡で作られた「チーズヘッド・ハット」もできた。
州内では市民の歴史遺産を祝って多くの民族祭が開催されている。サマーフェスト、オクトーバーフェスト、ポーリッシュ・フェスト、フェスタ・イタリアーナ、アイリッシュ・フェスト、バスティーユデイズ、シッテンデ・メイ（ノルウェーの憲法記念日）、シボイガンで開催されるブラッと（ヴルスト）デイ、モンロー市とメコン市で開催されるチーズデイズ、アフリカンワールド・フェスティバル、インディアン・サマー、アラブ・フェスト、などである。

### 美術館・博物館など

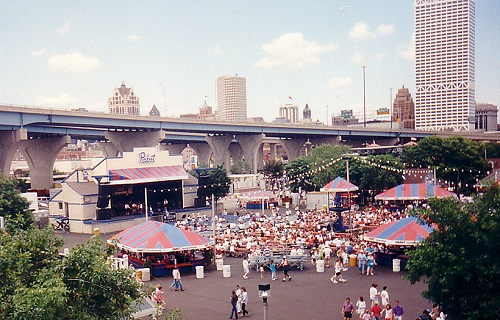
サマーフェストの音楽会場、1994年、現在はハーレーダビッドソン・ロードハウスと呼ばれる。ミルウォーキー市中心街にあり、背景はホーン橋に向かう道路

ミルウォーキー美術館は、サンティアゴ・カラトラバが設計した「ブリズ・ソレイユ」（日除け）があり、雄大なデザインで有名であり、大規模で見応えがある。ミルウォーキー郡動物園は広さ200エーカー (0.8 km2) 以上あり、市の西端にある。その他の見所はドーム球場アメリカンファミリー・フィールドや、ミラービールの工場見学である。歴史的町並み保存地区も町中にある。マディソン市にはビラス動物園があり、入場無料である。他にもオルブリッチ庭園温室があり、またウィスコンシン大学マディソン校の文化活動の中心である。

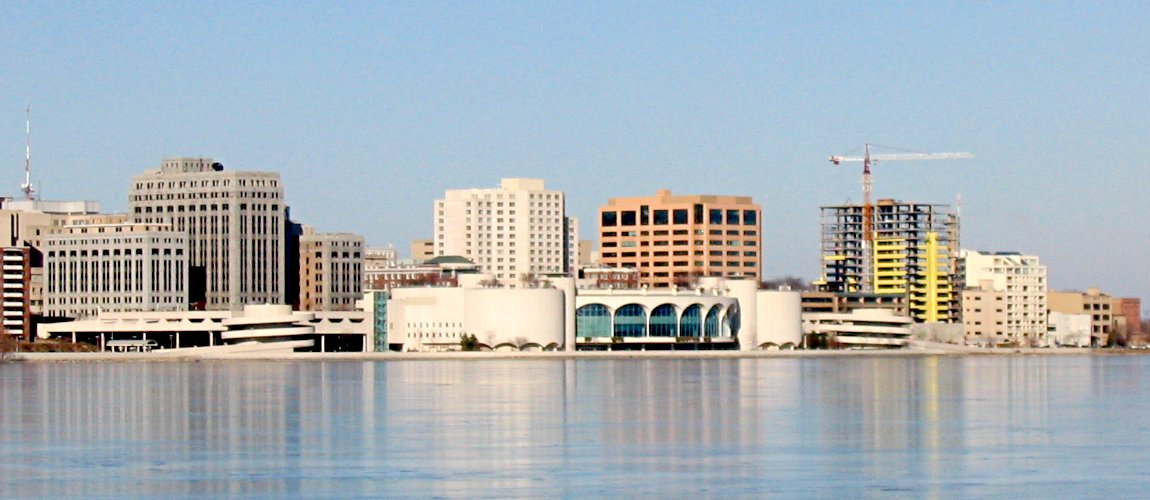
モノーナテラスとマディソン市街地

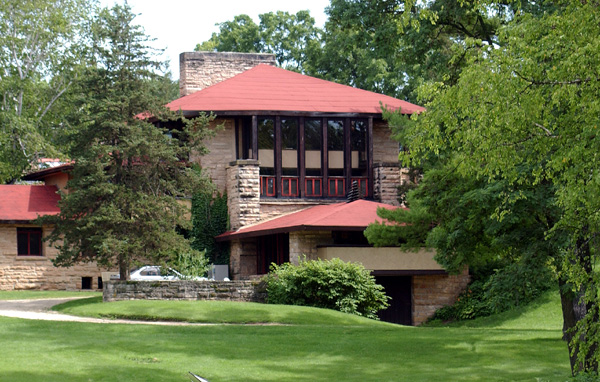
スプリンググリーン市にあるフランク・ロイド・ライトのタリアセン

タリアセンの建築家アンソニー・パットナム設計の会議場であるモノーナ・テラスがある。これは、世界的に有名な建築家で、州内リッチランドセンターで生まれたフランク・ロイド・ライトが1930年代に設計したものに幾らか基づいている。ライトの家屋とスタジオはスプリンググリーン市の南、タリアセンにある。ライトの死後数十年経って、タリアセンはその追随者の建築事務所と学校になっている。
グリーンベイには国立鉄道博物館（National Railroad Museum）がある。NFLのグリーンベイ・パッカーズは人気チームであるためチケット入手は困難だが、グリーンベイ・パッカーズ名誉の殿堂でパッカーズについての展示を見ることができる。オナイダ・ネイション・ミュージアムというインディアン部族のオナイダ族 (Oneida tribe) についての博物館や、ヘリテイジ・ヒル・ステートパークという歴史博物館もある。
ウィスコンシン大学マディソン校内の美術館は、各種の西洋美術の他、主に建築家フランク・ロイド・ライトにより収集された浮世絵コレクションも大規模である。
小説家のローラ・インガルス・ワイルダーが生まれ幼少期を過ごしたのはウィスコンシン州北西部のペピン (Pepin) という街で、『大きな森の小さな家』の舞台である。ペピンには丸太小屋のレプリカ"Little House Wayside"がある。ペピンの中心サード・ストリートにペピン歴史博物館があり、「小さな家」関連のものがある。ローラ・インガルス・ワイルダー公園やペピン鉄道博物館もある。ミネソタ州のウォルナット・グローブ(Walnut Grove)への高速道路アメリカ国道14号線は「ローラ・インガルス・ワイルダー歴史ハイウェイ」と名付けられている。
ラクロス生まれのラリー・ピーダーセンは世界的に有名な肖像画家であり、多くの民間画廊が評価している。会社経営者、軍隊指揮層、宗教界の人物や民間市民の肖像画を描いた。古い世界の技術に現代の色彩と構成法を組み合わせた。

### 音楽
ウィスコンシン州では他州よりもカントリーミュージックのフェスティバルが多く開催されており、ミラー・ライト・プレゼンツ・カントリー・フェスト、バッド・ライト・プレゼンツ・カントリー・ジャムUSA、クアーズ・ホダグ・カントリー・フェスティバル、ポーターフィールド・カントリーミュージック・フェスティバル、トゥインレイクス市のカントリー・サンダーUSA、フォード・プレゼンツ・カントリUSAなどが開催されている。
州内最大都市のミルウォーキーでは毎年「世界最大の音楽祭」とも言われるサマーフェストを開催している。中心街のすぐ南、ヘンリー・マイアー・フェスティバル公園の湖岸で開催され、またミルウォーキー・アイリッシュ・フェストのように夏の間続く民族音楽の祭もある。
ウィスコンシン州地域音楽産業は毎年の行事を開催しており、功績のあったアーティストを表彰している。

### アルコールと文化
飲酒は州文化の重要部分と考えられてきており、一人当たりアルコール消費量、飲み騒ぎ、飲酒運転、飲酒者比率では国内トップクラスである。ドイツ系移民が多く、ミルウォーキーには昔から大手醸造所があり、寒冷な気候といった文化的要素が飲酒に結びつけられることが多い。21歳未満のアルコール消費は親、保護者、配偶者の監督が無ければ違法である。
ウィスコンシン州酒場同盟が強い政治力を持っており、州議会は飲酒運転の基準を血中アルコール濃度0.10から0.08に下げたり、アルコール税を上げることを躊躇してきた。雑誌「ミルウォーキー・ジャーナル・センティネル」は『ウィスコンシン州の酔っぱらい』というシリーズ記事でこの状況を検証してきた。

## レクリエーション
ウィスコンシン州は様々な景色を楽しめることで、屋外レクリエーションのために人気のある目的地になっている。冬にはスキー、氷上釣り、スノーモビールなどを楽しむことができる。様々な大きさの湖があり、その総面積は11.188平方マイル (29,000 km2) と、アラスカ州、ミシガン州、フロリダ州に次いで国内第4位である。
特に狩猟と釣りは人気の活動である。狩猟の対象としてオジロジカがいる。毎年州内で60万枚以上のシカ猟許可証が販売されている。2008年、ウィスコンシン州天然資源省は猟期前のシカの生態数を150万ないし170万頭と推計した。

### スポーツチーム
- ミルウォーキー・ブルワーズ、メジャーリーグ MLB
- ミルウォーキー・グレイズ、1878年
- マイナーリーグ
  - ウィスコンシン・ティンバーラトラーズ (Wisconsin Timber Rattlers)
  - ベロイト・スナッパーズ (Beloit Snappers)
- ノースウッズ・リーグ (Northwoods League) 夏期のみの大学野球リーグ
  - オークレア・エキスプレス (Eau Claire Express)
  - ラクロス・ロガーズ (La Crosse Loggers)
  - マディソン・マラーズ (Madison Mallards)
  - ウィスコンシン・ウッドチャックス (Wisconsin Woodchucks)
  - グリーンベイ・ブルフロッグス (Green Bay Bullfrogs)
- ミルウォーキー・バックス, NBA
- グリーンベイ・パッカーズ, NFL
- ミルウォーキー・アドミラルズ, AHL (Milwaukee Admirals)
- ミルウォーキー・ウェーブ, メジャー屋内サッカーリーグ (Milwaukee Wave)
- ミルウォーキー・ウェーブユナイテッド (2005年度休止), ユナイテッドサッカーリーグ (Milwaukee Wave United)

### 催事
アップルトン市のラディソン・ペーパー・ヴァレー・ホテルにおいて〔キツネ・コン〕というアニメコンヴェンションが毎年開催されている。

## 日本との関連
1990年、千葉県が同州と姉妹県州の提携を行った。この提携には野田市に本社を置き、醤油などの食品製造を営むキッコーマンが同州に直接投資し、1973年に初の海外生産拠点となるアメリカ工場を建てた事と関っている。その後、民間姉妹交流組織「千葉ウィスコンシン協会」が設立されて同州にいる。この州はドイツ系が多いため、第二次大戦中は州出身の兵はドイツ戦線でなく、日本戦線へ送られることが多かった。そのためか、日本体験を持つ元兵士は、少なからず存在する。州には、今でもその子孫の日系人も住んでいるという。この州で生まれたローラ・インガルス・ワイルダーの『大草原の小さな家』は日本でテレビ放映され、大人気となった。この原作の第一作『大きな森の小さな家』の大きな森とは、ウィスコンシン州ペピン (Pepin) 周辺である。また、日本のフジテレビ系で放送された世界名作劇場の『あらいぐまラスカル』も、ウィスコンシン州を舞台としたアニメ作品でもある。
ウィスコンシン大学マディソン校は大学院が充実し、日本からの留学生も200人在籍しており日本語教育専攻が有名である。シボイガンにあるレイクランド大学が1991年にレイクランド大学ジャパン・キャンパスを開設していて、毎年に留学生が渡米している。

## その他

### ウィスコンシン州出身の有名人
| - フリッツ・アックレー - 野球選手 - ガー・アルペロビッツ - 政治学者・歴史学者 - アンドレア・アンダーズ - 女優 - ロイ・チャップマン・アンドリュース - 探検家・博物学者 - ジェーン・ウィードリン - 歌手・女優 - ピーター・ウェラー - 俳優 - オーソン・ウェルズ - 映画監督・脚本家・俳優 - オルドリッチ・エイムズ - 諜報員 - オリン・エッゲン - 天文学者 - ジョージア・オキーフ - 画家 - パット・オブライエン - 俳優 - バーリー・グライムス - 野球選手・監督 （アメリカ野球殿堂表彰者） - ヘザー・グラハム - 女優 - マーク・グルジラネック - 野球選手 - エド・ゲイン - 殺人者・墓荒らし - ジョージ・ケナン - 外交官・政治学者・歴史家 - デヴィッド・コープ - 映画監督・脚本家 - クリフォード・D・シマック - 小説家 - アル・シモンズ - 野球選手（アメリカ野球殿堂表彰者） - トニー・シャルーブ - 俳優 - アディ・ジョス - 野球選手（アメリカ野球殿堂表彰者） - リーランド・スカラー - ベーシスト・歌手・作曲家 - ザック・スナイダー - 映画監督 - E・E・スミス - 小説家、レンズマンの生みの親 - ピーター・ストラウブ - 小説家、映画『ゴースト・ストーリー』の原作者 - ラトレル・スプリーウェル - バスケットボール選手 - ジェフリー・ダーマー - 連続殺人犯 - オーガスト・ダーレス - 小説家。クトゥルフ神話を体系化した - テリー・ツワイゴフ - 映画監督 - ジーン・ディクソン - 超能力予言者・占星術師 - ウィレム・デフォー - 俳優 - スペンサー・トレイシー - 俳優 - キッド・ニコルズ - 野球選手（アメリカ野球殿堂表彰者） | - アーチー・ハーン - 陸上競技選手 - ヘレン・パーカースト - 教育者・著述家 - カロン・バトラー - バスケットボール選手 - ダニカ・パトリック - レーサー - デビン・ハリス - バスケットボール選手 - トム・ハルス - 俳優 - ビル・ハワード - プロレスラー - エリック・ヒンスキー - 野球選手 - デビッド・ファイロ - 実業家・Yahoo!のチーフ - ポール・フラハーティ - 計算機科学者・AltaVistaの開発者 - エリック・ベネイ - 歌手 - クリス・ベンソン - 野球選手 - レス・ポール - ギタリスト、エレキギターのレスポールの生みの親 - ティモシー・マー - 作曲家・指揮者 - ロブ・マーシャル - 映画監督・振付師 - フレドリック・マーチ - 俳優 - マイロ - ラッパー - ジョセフ・マッカーシー - 共和党上院議員。1950年代アメリカの反共運動の煽動者 - ウェンディ・マッケナ - 女優 - ダミアン・ミラー - 野球選手 - ジム・モンゴメリ - 競泳選手 - フランク・ロイド・ライト - 建築家 - マーク・ラファロ - 俳優 - ロバート・M・ラフォレット・シニア - 政治家 - カーリー・ランボー - アメリカンフットボール選手、コーチ、ゼネラルマネージャー (アクミー・パッカーズ創設者) - リベラーチェ - ピアニスト - ウェイン・ルーカス - 競馬調教師 - ニコラス・レイ - 映画監督 - ジーナ・ローランズ - 俳優 - ジョゼフ・ロージー - 映画監督 - ローラ・インガルス・ワイルダー - 小説家。『大草原の小さな家』など『インガルス一家の物語』の作者 - J・J・ワット - アメリカンフットボール選手 |

### 交通
- 主要な州間高速道路： I-90, I-94, I-39
- 主要な空港：
  - ジェネラル・ミッチェル国際空港（ミルウォーキー国際空港、MKE）
  - デーン・カウンティ地方空港（マディソン空港、MSN）

※日本からのウィスコンシン州直航便がないため、成田国際空港などからシカゴ/オヘア・デトロイト・ミネアポリスなどの各国際空港で乗り継いで入ることになる。
- 主要な空港高速バス
  - ヴァン・ギャルダー・バス： シカゴ・オヘア国際空港〜マディソン市街
  - ウィスコンシン・コーチ・ラインズ： シカゴ・オヘア国際空港〜ミルウォーキー市街

### 州の象徴など
- 州の鳥 - コマツグミ
- 州の花 - スミレ(Common Blue Violet, Viola sororia)
- 州の木 - サトウカエデ
- 州のモットー - 前へ (Forward)
- 州の家畜 - 乳牛
- 州の動物 - アメリカアナグマ
- 州の野生動物 - オジロジカ (White-tailed deer, Odocoileus virginianus Zimmermann)
- 州の飲料 - 牛乳
- 州の犬 - アメリカン・ウォーター・スパニエル (American Water Spaniel)
- 州の魚 - オオカワカマス (Muskellunge, Esox masquinongy Mitchill)
- 州の化石 - 三葉虫
- 州の穀物 - トウモロコシ
- 州の昆虫 - ミツバチ
- 州の歌 - 「進め、ウィスコンシン！」("On, Wisconsin!")
- 州の鉱物 - 方鉛鉱
- 州の岩石 - 赤色花崗岩
- 州の土壌 - アンティゴシルトローム (Antigo silt loam)
- 州の舞踊 - ポルカ
- 州の平和の象徴 - ナゲキバト

### 姉妹県、州など
- 台湾省、中華民国（1986年）
- 千葉県、日本、（1990年）
- ヘッセン州、ドイツ
- 黒竜江省、中華人民共和国
- ハリスコ州、メキシコ
- ニカラグア[85]

### 日本の姉妹都市
- （神奈川県大磯町） - （ラシーン市）、1982年
- （福島県三春町） - （ライスレイク市 Rice Lake）、1987年
- （香川県観音寺市） - （アップルトン市）、1988年（旧・観音寺市時代に締結）
- （栃木県南那須町、現那須烏山市） - （メノモニー市 Menomonie）、1991年
- （岩手県岩泉町） - （ウィスコンシン・デルズ市 Wisconsin Dells）、1992年
- （千葉県鴨川市） - （マニトワック市）、1993年（旧・鴨川市時代に締結）
- （新潟県燕市） - （シボイガン市）、1996年（旧・燕市時代に締結）
- （茨城県阿見町） - （スーペリア市 Superior）、1997年
- （滋賀県愛知川町、現愛荘町） - （ウエストベンド市）、1998年
- （香川県三豊市） - (ワウパカ市)、1997年 (旧・三豊郡仁尾町時代に締結)
- （群馬県前橋市） - （メナシャ市）、2002年
- （北海道帯広市） - （マディソン市）、2008年